# 小書痴的下剋上角色列表
此列表是輕小說、漫畫、動畫作品《小書痴的下剋上》內登場人物和諸神的介紹，譯名以皆參考皇冠出版的繁體中文版為準。聲為廣播劇聲優／動畫版聲優。

## 主角
本須麗乃→梅茵→羅潔梅茵
本作的主角。
本須麗乃
日本的大學畢業生，是名愛書成痴、一讀書就會無視身邊事物的書痴。
受母親的喜好影響，學會了不少主婦工藝和烹飪技巧。恐血，害怕看到電影中血或在書中的血腥場面。
某日在家中遭遇地震，遭家中倒下的書籍壓死後轉生成為了梅茵。根據作者解說，梅茵自出生而來，已經是麗乃轉生的靈魂，只是直至5歲因身蝕發燒而面臨瀕死時，才恢復前世記憶。此外，麗乃在生時已經考獲圖書管理員的資格和錄取通知書，但未到任就因為意外死亡。
梅茵（聲：澤城美雪、井口裕香／井口裕香/陳皓宜(TVB)）
本須麗乃的轉生，故事開始時5歲。是士兵昆特與在染布工房工作的伊娃的次女，多莉的妹妹，加米爾的二姊。
體弱多病，虛弱到稍微步行就會疲倦的程度，且是看到血就會昏倒的體質。患有謎一般的發熱怪病，身材因此比同年齡的孩童矮小很多，在某次發病瀕死時恢復前世的記憶，因此具備前世的知識與意識，但相對的十分缺乏異世界的常識，常在無意間引發麻煩。在前世的人格覺醒前，多次在睡夢裡體會麗乃的記憶，十分羨慕麗乃擁有健康的身體，且在夢（記憶）裡活得十分快樂，但本人並不知麗乃就是前世的自己。
前世的人格覺醒後，一開始對異世界的家人感到抗拒，但在相處後漸生感情，並因麗乃時期的遺憾催化下開始將家人視為最重要的事物。
為了能夠閱讀，以換取學習文字的機會及文具作報酬，成為士兵會計歐托的助手。只需半年便能妥善處理文書、貴族會面和教育見習士兵等工作。後來為幫助路茲成為商人和製作書籍，經歐托介紹認識了商人班諾，並成功說服班諾為她提供資金、工具和場地進行植物紙的研發。班諾在植物紙、絲髮精、手工髮飾等商品中發現梅茵的知識能帶來各種可能性後，願意盡量為她提供援助及商業方面的知識。在與神殿交涉前還教授她談判的訣竅，使她日後與貴族交涉爭取利益時大派上場。
轉生後一直用自創的方法壓抑身蝕的症狀，但仍在6歲冬天發病倒下，雖因公會長相救撿回一命，卻也被芙麗妲告知僅剩1年的壽命。本打算坦然地與家人平靜渡過餘生，卻因在7歲洗禮儀式時意外發現神殿內的圖書室，因進不去而嚎啕大哭，之後輕率立下進入神殿的志向而引發騷動，所幸在神官長斐迪南的斡旋下，以交換條件的方式取得見習青衣巫女的身份進入神殿，壽命也因造成身蝕主因的魔力也可藉由神殿儀式消耗而得以延長。後來為了改善孤兒院的狀況，同時兼任院長一職。
在第二部最後結尾，梅茵捲入貴族的紛爭中，為了守護家族，改名為「羅潔梅茵」，成為領主的養女，並接任神殿長的職務。
羅潔梅茵（聲：澤城美雪、井口裕香）
全名為「羅潔梅茵·多塔·林肯伯格·阿多地·艾倫菲斯特（·奧伯·亞歷山卓）」。梅茵假死後所使用的貴族身份，艾倫菲斯特第7任領主的養女，表面上為上級貴族卡斯泰德的女兒，並與平民家族斷絕親屬關係。
為了入籍貴族而調整年齡，比實際年齡小一歲。在神殿長拜瑟馮斯被處決後成為新任神殿長，因此她同時肩負著領主候補生（領主一族）、神殿長、孤兒院長和工坊長的職責，但神殿長業務仍多由神官長斐迪南處理。
設定上是卡斯泰德與已逝世的第三夫人羅潔瑪麗的女兒，為免與第二、第三夫人娘家之間的鬥爭而隱瞞身份，寄養在神殿中，對自己的身世毫不知情；為免卡斯泰德的第二、第三夫人娘家之間再次發生鬥爭而以卡斯泰德與其第一夫人的女兒身份受洗；因出色的才能與表現（如關懷孤兒、發展新產業、超乎常人的魔力量、給予真正祝福等等的事蹟等），被領主所賞識並收為養女以保護其人身安全並推動印刷業。因為領主一族以梅茵時期的功績為基礎把羅潔梅茵包裝為「艾倫菲斯特的聖女」，再加上作為「親生父親」的卡斯泰德擁有領主一族近親的血统，令羅潔梅茵作為領主養女的身份更容易受到貴族們接受。
由於在戰鬥中（陀龍布討伐戰、神殿事件及採集尤列汾的材料等），多次見識斐迪南或騎士們的戰鬥，曾經閱讀兵法書、騎士課程的筆記，使她較同齡貴族熟悉戰鬥、觀察及分析戰局。在一年級的奪寶迪塔中，指揮艾倫菲斯特的見習騎士們以奇策戰勝戴肯弗爾格，被戴肯弗爾格認可為策士。
在四年級那年，因諸神的力量成長，獲得梅斯緹歐若拉之書。之後與亞倫斯伯罕、蘭翠奈維及中央騎士團展開一場大戰。最終以史無前例的未成年女性領主身份成為亞歷山卓初任領主，並與斐迪南訂婚，預定在畢業時正式舉行星結儀式。

## 第一部 士兵的女兒

### 平民
多莉（聲：中原麻衣、中島愛／中島愛／葉曉欣(TVB)）
昆特與伊娃的長女，梅茵和加米爾的姊姊。洗禮儀式過後，在裁縫工坊工作，後來成為羅潔梅茵的專職髮飾工藝師兼裁縫師，藉此加入奇爾博塔商會珂琳娜名下的服飾工坊。
相當疼愛妹妹，雖然有點受不了被人指使做東做西，但看在梅茵比以往更有精神的份上都會盡可能滿足她的需求。在梅茵被領主收養後，為了能與成為貴族的她保持聯絡及見面，努力在孤兒院教室學習文字及禮儀。
成年後與路茲訂婚。羅潔梅茵正式成為亞歷山卓的初任領主後，以羅潔梅茵專屬身份，與家人一起搬到亞歷山卓。
伊娃（聲：依田菜津、折笠富美子／折笠富美子／梁少霞(TVB)）
梅茵的母親，在染色工坊工作。父親為大門的士長，已過世。
在第二部中，生下小兒子加米爾。實際上，除了梅茵三姊弟之外，她之前也有懷上其他孩子的經驗，但因平民知識及資源貧乏的關係，其他孩子皆先後流產及夭折。因此對身體虚弱卻活下來的梅茵十分重視和愛護，不介意她做不到事且經常生病所帶來的負擔，十分關心其健康。
羅潔梅茵正式成為亞歷山卓的初任領主後，以羅潔梅茵專屬身份，與家人一起搬到亞歷山卓。
昆特（聲：伊達忠智、小山剛志／小山剛志／陳欣(TVB)）
梅茵的父親，故事開始時為士兵班長，梅茵假死後升為士長。
不介意子女從事與父母不同職業，會為他們的夢想和工作而奔波，甚至願意為了守護女兒的安全及未来而不惜代價，反抗貴族針對家人的暴行。
在第二部結局中，由於齊爾維斯特的命令且為了梅茵的未來，不得不帶家人與梅茵道別並一起簽下領主的收養契約，再對外宣稱「梅茵」已過世，且不能在工作事宜以外的情况下與其在領地內見面，只能以書信來往。此外，見面時必须使用敬稱。為了見到梅茵，他經常接受來自神殿的邀請，擔任護衛的工作，也會帶孤兒院的孩子到森林採集，特别為她採集冬季的特產。
羅潔梅茵正式成為亞歷山卓的初任領主後，以羅潔梅茵專屬家屬身份，與家人一起搬到亞歷山卓。
路茲（聲：堀江瞬、田村睦心／田村睦心／鄭麗麗(TVB)）
與梅茵同齡的青梅竹馬，梅茵鄰居家四兄弟的老么，和家人的關係說不上好，小時候經常被父母小看及被哥哥們欺負，常常吃不飽，能擁有的私人物品皆為哥哥剩下來的舊物。若有新物品，也有可能會被哥哥們搶走。
洞察力相當敏銳，曾透過梅茵無意洩露的言語、行為上的改變，以及常識上的差異而察覺梅茵並非本人，為第一個知曉梅茵是異世界轉生者的知情人。但因梅茵改變他的命運，為他帶來各種美食和溫飽，以及實現夢想的機會及知識，替她保守秘密並實現她的夢想。
在雙方家長的認可下與多莉訂婚，後搬到亞歷山卓，十年後與吉魯一起開設書店。
札薩（聲：無／日野麻里／袁淑珍(TVB)）
路茲的大哥，從事建築方面的工作。
在梅茵「死後」的春天中成年，由神官長斐迪南主持成年禮。
奇庫（聲：無／八重畑由希音／沈小蘭(TVB)）
路茲的二哥，在木工工坊當學徒。和父親一樣不喜歡經常剝削工匠利益的商人，十分反對路茲的志願。
看見路茲以見習商人的身份與代理師傅商談、砍價的樣子而大吃一驚。
拉爾法（聲：無／生天目仁美／黃麗芳(TVB)）
路茲的三哥，在木工工坊當學徒，成年後轉到英格工坊工作。小時候常常和兩位哥哥一起搶奪路茲的食物和私人物品，以致弟弟經常吃不飽，間接導致路茲產生成為商人和離家出走的想法。
喜歡多莉，不認同重視梅茵的路茲與多莉結婚。
弗伊（聲：無／花守由美里／曾秀清(TVB)）
路茲的堂兄，與多莉、拉爾法等人一起去森林採集、狩獵的平民小孩。
卡蘿拉（聲：無／橘U子／黃鳳英(TVB)）
路茲四兄弟的母親，最早答應讓路茲擔任商人學徒的家人。雖然她本是打算讓路茲知難而退，但是沒想過路茲在梅茵的幫助和自身努力下，學懂文字、算術、待客禮儀等商人應有的知識。
歐托（聲：濱田洋平／日野聰／關令翹(TVB)）
守門士兵中的會計。教導梅茵基本文字的人，也是介绍班諾給梅茵和路兹認識的中介人。梅茵在洗禮儀式前，曾短暫擔任其助手。
原為旅行商人，在艾倫菲斯特行商時對奇爾博塔商會的珂琳娜一見鍾情，因此為求婚花光積蓄購買居民權，並改行當守門士兵藉以籌措結婚資金。擔任士兵時主要負責文書、貴族會面和教育見習生的工作。在長女睿娜特出生後，辭任士兵的工作，與妻子一起繼承商會，負責紡織品和絲髮精等以女性為主要客源的商品業務。
班諾（聲：武內駿輔、子安武人／子安武人／蘇強文(TVB)）
歐托的朋友兼大舅子，米兒達和珂琳娜的兄長，奇爾博塔商會代理經營人。由於家族業務是由女系繼承人管理的，所以在外甥女睿娜特出生後把傳統業務交給珂琳娜夫婦繼承，自己則創立普朗坦商會以繼續經營與印刷相關的產業。
奇爾博塔商會原本以衣飾做為重心，但在發現梅茵的知識能帶來各種可能性後，開始發展出植物紙、絲髮精、手工髮飾等商品。
第三部時，因植物紙、墨水、印刷等業務與奇爾博塔商會原本經營內容差異過大，進行分家並設立普朗坦商會，專門處理植物紙、墨水、印刷等業務。在第五部時，因隨着羅潔梅茵移居他領發展，把艾倫菲斯特的普朗坦商會和印刷協會轉交米兒達夫婦管理及經營。
羅潔梅茵正式成為亞歷山卓的初任領主後，以羅潔梅茵專屬身份，帶著商會搬到亞歷山卓。
珂琳娜（聲：小原好美、衣川里佳／衣川里佳／成瑤孆(TVB)）
歐托的妻子，班諾和米兒達的妹妹，睿娜特和克努特的母親。
在長女睿娜特出生後，與丈夫歐托一起繼承商會，負責紡織品和絲髮精等以女性為主要客源的商品業務。同時也擔任服飾工坊的工坊長，教導多莉裁縫和服裝設計的技巧。
馬克（聲：菊地達弘、前野智昭／前野智昭／鄧志堅(TVB)）
奇爾博塔商會的都帕里，班諾的左右手。十分照顧身體虛弱的梅茵，因溫柔有禮及辦事能力高而被路茲視為學習對象。
第三部時，因植物紙、墨水、印刷等業務與奇爾博塔商會原本經營內容差異過大，進行分家並與路茲一起轉籍到新設立的普朗坦商會任職。
羅潔梅茵正式成為亞歷山卓的初任領主後，以羅潔梅茵專屬身份，與班諾一起搬到亞歷山卓。
萊昂
奇爾博塔商會的都帕里，老家是布店。在神殿的梅茵工房中接受法蘭有關對貴族禮儀的教育。除了早已見過領主的班諾和馬克之外，他是唯一在領主微服出巡時便知道其真正身份的平民。
谷斯塔夫（聲：伊達忠智／中博史／陳永信(TVB)）
商業公會的公會長，渥多摩爾商會的經營者。
對於患有身蝕孫女芙麗妲相當溺愛，為了芙麗妲找了下級貴族漢力克，簽下契約來換取魔道具，讓芙麗妲能夠活命，並教導貴族禮儀和生活方式，讓芙麗妲能夠融入貴族社會，並在有需要時提供經濟支援給漢力克。
芙麗妲（聲：無／内田彩／羅孔柔(TVB)）
公會長的孫女。由於自幼罹患身蝕（魔力在中級至下級貴族之間），公會長為了芙麗妲找上貴族取得魔導具，並以條件訂下契約，芙麗妲到成年時成為下級貴族漢力克的愛妾，也是最早告知梅茵身蝕的孩子，對於梅茵所創造出來的商品很有興趣，因此想招攬梅茵加入渥多摩爾商會。在得知梅茵改名為「羅潔梅茵」並成為領主養女後，自願成為意大利餐廳的共同出資者。
伊蒂（聲：無／八重畑由希音／黃昕瑜(TVB)）
服侍芙麗妲的女僕。
尹勒絲（聲：無／山口真弓／陸惠玲(TVB)）
谷斯塔夫家中的廚師。
因對料理的熱誠不顧家人反對，進入貴族家的廚房學習廚藝。將貴族料理全數習得時，因沒有門路無法晉升，被推薦給為了將來進入貴族街的孫女而尋找廚師的公會長。
對料理有熱情的求知慾和探究心，當從梅茵那裡習得磅蛋糕食譜後，除了梅茵的建議外也做著不同風味的研究。
康吉莫
谷斯塔夫的左右手，渥多摩爾商會的都帕里。
達米安
谷斯塔夫的孫子，芙麗妲的兄長，之後加入普朗坦商會。
因為梅茵到訪過其家中，所以是少數知曉羅潔梅茵真正過去的知情者。
耶密爾
班諾的伯父，商人。
亞爾
梅茵家的鄰居。
耶柏
東門附近酒館的老闆。
吉兒達
擔任保母的老奶奶，代替外出工作的父母們來照顧無自理能力的小孩。
提歐
隸屬於奇爾博塔商會，後來成為歐托的助手。曾和歐托一起跟在法藍身邊，學習進入城堡時該有的禮儀。

### 貴族、青衣神官（青衣巫女）
拜瑟馮斯（聲：星野充昭／星野充昭／黃子敬(TVB)）
艾倫菲斯特神殿現任神殿長（第一部後期登場至第二部），喬琪娜、康絲丹翠和齊爾維斯特的舅舅，與已經外嫁為奥伯・亞倫斯伯罕之第三夫人的外甥女喬琪娜有書信聯絡。
起初誤會梅茵是富豪的女兒，在梅茵面前裝出一副親切的姿態，但看到梅茵平民的父母後，便傲慢地想強押梅茵進入神殿。梅茵的父親昆特與灰衣神官大打出手時，因遭梅茵放出魔力威懾，當場昏倒，因此對梅茵懷恨在心。後因協助他領貴族企圖綁架及傷害已簽下領主收養契約的梅茵，遭到斐迪南和領主逮捕及處刑。
母親嘉柏耶麗生下他時難產，因此只有中級貴族水準的魔力，後前任萊瑟岡古伯爵向奧伯進言讓他進入神殿。
為尋找能收藏信件的地方，卻偶然發現領地基礎所在之處。雖然為領地願保密基礎所在地，但為紀念及證明自己找到基礎而用暗號記在紙上並藏在喬琪娜的信件裡。被處決後對此事毫不知情的領主一族把信件歸還給喬琪娜，且喬琪娜因熟悉信件中的暗號而得知此事。
斐迪南（聲：櫻井孝宏、速水獎／速水獎／梁偉德(TVB)）
艾倫菲斯特神殿現任神官長（第一部後期登場至第四部後期辭去神官長）。喬琪娜、康絲丹翠和齊爾維斯特三人同父異母的弟弟。梅茵/羅潔梅茵在神殿的監護人，還俗後成為有貴族身份的神官長及羅潔梅茵在貴族社會的監護人。
個性認真且一絲不苟，對待自己以及他人都相當嚴厲，極度討厭愚蠢且懶惰和不負責任的無能之輩；在指導他人時對任何人都施行斯巴達教育；因不信任他人而有著凡事只想靠自己的力量解決的壞習慣，不擅長向他人求助，在遇見梅茵之後漸漸才有所改善。
除了原本神官長的職務及領主城堡、騎士團的工作外，後來還必須代替未成年的羅潔梅茵處理神殿長的公務（羅潔梅茵與其近侍會幫忙分擔）、親自負責她貴族教育和主診醫師兼藥師的工作，但其工作量也因前神殿長被處決換人及後來羅潔梅茵把其狀況告知齊爾維斯特而有所減少。然而，作為一名工作狂，斐迪南也因工作量大減有些不知所措，在羅潔梅茵的建議下培育後進。在習慣新生活後重拾興趣，於空餘時間裡進行研究。
實際上是蘭翠奈維進貢的外國公主之子——阿妲姬莎之實，原名「庫因特」，被前任領主帶返艾倫菲斯特收養。
自幼便常常被前任領主第一夫人薇羅妮卡在食物裡下毒，所以非常警戒身邊的人，只信任向他獻名的近待們，以及庇護他的父親（前任領主）、兄長齊爾維斯特、卡斯泰德夫婦、奶媽黎希達及恩師赫思爾。使他與其獻名的近待們都熟悉毒物。
文武雙全，琴棋書畫樣樣精通。貴族院時期分別修讀了領主候補生課程、騎士課程和文官課程三個專門課程，並且每年皆拿下最優秀獎的傳奇畢業生，也在院內留下許許多多令人無法置信的傳說故事。他也多次在迪塔比賽中以巧妙的戰術和陰險毒辣的手段取勝（寶物被破壞便破壞其他領地的寶物，使大多數領地陷入兩敗軀傷的局面；會使用大殺傷力的魔導具），而被戴肯弗爾格的貴族稱為「（迪塔的）魔王」。
在貴族院期間因為身為貴族院舍監的恩師赫思爾的庇護了受薇羅妮卡派系排擠的自己，薇羅妮卡也因而斷絕舍監的補助金。後來斐迪南販售其所發明的魔導具從其他領地的貴族賺取了大量金錢，也私下補助恩師。其後更有領主候補生、神官長的薪金補貼，使其具備連王族都比不上巨額財產。除了前任領主贈送的私人宅第及部分遺產，以及海德瑪莉贈送的書籍之外，其他資產皆為自己所累積，能夠建立私人圖書室和研究室。在前往亞倫斯伯罕前，他把前任領主所贈送的私人宅第留給羅潔梅茵，讓她用作私人圖書館，藉此使羅潔梅茵能抵抗來自他領的誘惑。
在貴族院三年級舉行了加護儀式後，對貴族院的傳聞感到好奇而親自調查。後來在高年級時（政變後期），巡迴完大神的祠堂、完成召喚艾爾維洛米的魔法陣後，但沒有為魔法陣供給魔力而無法進入創始之庭，因此以強硬手段強闖進創始之庭而被艾爾維洛米認為他十分無禮。儘管成功求取「梅斯緹歐若拉之書」但接受知識時不太專注，所以書中內容只有完整部分的35%左右。為免出現紛爭與麻煩，而一直隱瞞自己持有（包括向他獻名的近侍）。
畢業後曾在前任領主的指使下和卡斯泰德的支持下擔任騎士團長。但在前任領主臥病在床後，薇羅妮卡的打壓變本加厲，而在兄長的建議下進入神殿避難。前任領主病逝後更是放棄一切，不想理會來自四面八方的壓力。後來梅茵進入神殿後，才逐漸改變。透過梅茵的言行舉止和常識上的差異而察覺梅茵並非普通小孩，相當倚重梅茵的計算能力與魔力。曾懷疑她為間諜而向齊爾維斯特借用窺視記憶魔導具但遭拒絕，直至梅茵在陀龍布討伐戰中展現了強大的魔力，其兄長才允許他查探梅茵的記憶，以評估她的風險及價值。從梅茵的記憶中得知她是來自異世界的人，判斷梅茵沒有惡意且其知識和魔力能為領地帶來益處後，決定改變方針（原想讓梅茵與值得信任的貴族結婚）讓梅茵成為上級貴族的養女以保她人身安全。
神殿襲擊事件中，由於灰衣神官阿爾諾知情不報，且梅茵攻擊了神殿長和賓德瓦德伯爵，使他的計劃付諸流水而一度打算放棄梅茵，但發現梅茵擁有領主收養契約的項鍊並按下了血印而感到意外。在確認梅茵為保護家人願成為養女的決心後，以「保護領主養女」的正當名義反敗為勝。
羅潔梅茵成為神殿長後，在兄長的許可下還俗並成為有貴族身份的神官長，使其近侍能再次光明正大地服待他，且能出席貴族的社交場合。
後來因被中央騎士團長向王族揭發自己阿妲姬莎之實的身世，而遭到國王質疑其對王族及國家的忠誠，且中央騎士團長還主張斐迪南在背後操控羅潔梅茵以尋找王書的下落。在君騰・特羅克瓦爾以公開其身世作威脅面臨抉擇：成為艾倫菲斯特下任領主或亞倫斯伯罕下任代理領主（蒂緹琳朵）的夫婿，由於不想與齊爾維斯特為敵且保護艾倫菲斯特（斐迪南推測國王正測試他與艾倫菲斯特的忠誠）而選擇後者。在前往亞倫斯伯罕前計劃了肅清，以排除會危害領主一族的舊薇羅妮卡派系，但因亞倫斯伯罕領主身體情況惡化而不得不提前起行。
到達亞倫斯伯罕後便要協助處理領地公務，以及萊蒂希雅的教育工作。之後為免羅潔梅茵被捲入中央的紛爭而透過羅潔梅茵向王族提供王書的線索（貴族院圖書館地下書庫），並提醒王族閱讀古文為君騰必備的技能，以及避免被迫向蒂緹琳朵獻名而暗中把刻有自己舊名的獻名石委託給羅潔梅茵保管。後來拜托羅潔梅茵為他收集素材以製作魔導具王書，作為日後與國王交渉的談判籌碼。在羅潔梅茵四年級時的領主對抗戰打算前往創始之庭，藉此補足自己的梅斯緹歐若拉之書所缺失的知識。然而，由於羅潔梅茵已身處創始之庭並取得了其梅斯緹歐若拉之書所缺失的知識而不果。之後在創始之庭收到艾爾維洛米的神命：與羅潔梅茵互相殘殺，幸存的人取得完整的梅斯緹歐若拉之書，成為新任君騰。
喬琪娜等人在正式行動前夕讓斐迪南死於即死毒但不果，蒂緹琳朵將斐迪南鎖在魔力供給的魔法陣上，打算要他魔力耗盡慢慢死去，瀕死時想起自己還有情報無法送返艾倫菲斯特而感到遺憾，以及羅潔梅茵無需殺死自己便能完成神命而感到慶幸。之後發現羅潔梅茵利用刻有自己舊名的獻名石強行奪走了自己的名字，還被她命令不擇手段也要活下去，後在羅潔梅茵聯合戴肯弗爾格軍隊搶救下獲救。由於羅潔梅茵違抗神命沒有對他見死不救而愛上她，同時決定要活得隨心所欲，追求自身幸福。
在得知自己順從王命入贅亞倫斯伯罕，還向王族提供了古得里斯海得的線索，王族不但沒有人求取「梅斯緹歐若拉之書」，還向艾倫菲斯特要求羅潔梅茵成為國王養女兼下任國王席格斯瓦德的第三夫人以取得梅斯提歐若拉之書而感到憤怒。原想毀滅亞倫斯伯罕以擺脫王命，但得知羅潔梅茵已奪取基礎魔法成為實際上亞倫斯伯罕的新任領主，而利用王命成為羅潔梅茵的未婚夫婿（真正的家人），計劃把勾結外患犯下重罪的亞倫斯伯罕改造自己與羅潔梅茵的容身之所兼遊樂場，同時打算親身監督羅潔梅茵避免她失控。為此而計劃排除現在的王族、蘭翠奈維和喬琪娜等人，並讓王位繼承的方式恢復舊制，使未來世代是由持有真正「梅斯緹歐若拉之書」的君騰候補中選出下任君騰。
之後在身體尚未恢複的情況下，與羅潔梅茵共同指揮艾倫菲斯特、戴肯弗爾格與亞倫斯伯罕的聯合軍隊，分別討伐蘭翠奈維、拯救被綁架的女性貴族們，以及返回艾倫菲斯特討伐喬琪娜的支持者們。
最終與羅潔梅茵成婚。

## 第二部 神殿的見習巫女

### 平民、灰衣神官（灰衣巫女）
艾拉（聲：無／丸山なぎ沙／凌晞(TVB)）
梅茵/羅潔梅茵的專屬廚師，班諾找來神殿當雨果的助手。
由於本人對料理的熱誠，以致對於梅茵的食譜產生質疑，但發現其作法帶來的美味，使得更加投入於料理中。在梅茵改革孤兒院後，開始教導灰衣巫女煮湯，並將莫妮卡和妮可拉收為助手。後來視雨果為目標並互相勉勵，與其一起到領主城裡工作。於第四部時和雨果結婚。
雨果（聲：無／竹内想／黃積權(TVB)）
梅茵/羅潔梅茵的專屬廚師，班諾找來神殿學習梅茵的料理人。
與艾拉相同，對於料理作法不同產生疑問，但喝過湯後對於未曾有過的美味口感而感到吃驚。隨後向梅茵學習做餅乾，及代替遇到貴族會緊張的陶德，到貴族區擔任領主城限定的宮廷廚師。當期限結束時，齊爾維斯特詢問其是否留下作為宮廷廚師，但由於在平民區有預訂星結的對象而拒絕。後來被戀人甩了想進入城堡，被羅潔梅茵以工作環境都有很多女性，說服雨果成為自己的專屬廚師。並與艾拉訂下婚約。由於羅潔梅茵沉睡的兩年間，必須得到羅潔梅茵同意，使其婚約延期，兩年後得到許可與艾拉結婚。
陶德
和雨果一起在神殿學習羅潔梅茵的食譜的廚師，現於義大利餐廳工作。
狄多（聲：竹内想／竹内想／陳永信(TVB)）
路茲四兄弟的父親。
由於過去多次受騙的經驗，所以本身對商人帶有偏見，認為他們剝削生產職人，加上到其他地方經商的危險性而反對路茲的選擇。在神官長出面調解路茲離家出走一事的會面中，拒絕班諾收養路茲的要求，認為他沒有孩子，不了解為人父母的苦心。後來理解路茲的努力和目標後，答應讓路茲由商人都盧亞契約改為都帕里契約，並要路茲不要後悔自己的決定。
約翰（聲：無／高橋孝治／陳灝瑋(TVB)）
梅茵委託製作金屬活字的實習鍛造工人，擅長精細製作，但因問長問短、缺乏與人溝通的習慣而缺少客源。
曾誤會班諾與梅茵是父女，因為升級考試需找資助者，而找上梅茵出資，後期完成梅茵交代的金屬活字，且完成度極高，讓梅茵把古騰堡的封號給了約翰，日後在鍛造協會中，得到最高評價，並成為梅茵的專屬鍛造工人之一，也負責到各地培訓擁有精細製作技巧及製作合格金屬活字的鍛造工人們。
加米爾（聲：日野麻里／日野麻里／凌晞(TVB)）
昆特與伊娃的三男，梅茵和多莉的弟弟，長相和父親昆特相似，為梅茵製作繪本和玩具的源動力，經常收到她送的禮物，受其疼愛且被她培養成書痴。
儘管身體健康，但因有梅茵的前車之鑑而被家人過度保護，對於家人和路茲要求他不准提及任何和「梅茵」有關的事感到奇怪。
薩克
費爾德工坊的都帕里，與約翰隸屬不同鍛造工坊的工匠，視約翰為競爭對手，
因不滿約翰獲得古騰堡的稱號想將稱號奪取，向羅潔梅茵挑戰製作蠟紙的上蠟機課題，並完成多種設計圖，最終羅潔梅茵認同其設計能力成為古騰堡的一員，以及羅潔梅茵的專屬鍛造工人之一。雖為鍛造工人，但不擅長精細製作，因此協助開發、改良與繪畫印刷機及其他發明的設計圖。
英格（聲：無／岡井カツノリ／陳耀楠(TVB)）
梅茵／羅潔梅茵的專屬木匠工坊的師傅，古騰堡的一員，被她委託製作印刷機、記錄板和可滑動書櫃。
曾經因沒有作為代理委託人管理小神殿工程、被顧客要求改良印刷機一事，被同行嘲笑，也擔心喪失專屬資格。為了取得羅潔梅茵的口頭承認，花費巨額中介費給班諾，讓他安排會面。
比爾斯（聲：無／岩川拓吾／葉振聲(TVB)）
梅茵／羅潔梅茵的專屬墨水工房老闆兼師傅，海蒂的父親，前任會長沃爾夫死後繼任墨水協會會長。
其工坊負責製作及出售印刷業所需的古騰堡墨水及定色劑。
海蒂（聲：無／渋谷彩乃／廖欣怡(TVB)）
梅茵／羅潔梅茵的專屬墨水工坊繼承人，比爾斯的女兒，約瑟夫的妻子，古騰堡的一員。
負責研究與開發彩色墨水。性格與梅茵相似，對自己的興趣有關的事物會十分興奮，經常發生忘記按照身份與場合發言的事宜，因此被約瑟夫禁止出席有過多貴族在場的會議。
約瑟夫（聲：無／高塚智人／李致林(TVB)）
比爾斯的弟子，海蒂的丈夫，與妻子同為梅茵／羅潔梅茵的專屬墨水工坊繼承人，擁有培里孚（師傅）的資格，負責代替不懂待客禮儀的妻子與商人、貴族交涉工作，古騰堡的一員。
沃爾夫（聲：無／高階俊嗣／蕭徽勇(TVB)）
墨水協會長。透過班諾作為中介人與梅茵簽訂出售墨水專利權給協會的契约。雖未曾見過梅茵，但因替與神官長敵對的貴族到處打聽梅茵的消息而遭騎士團盯上，同戈雷札姆（基貝．格拉罕子爵）進行可疑交易，但最終被僱主滅口。
睿娜特
珂琳娜和歐托的長女，班諾的外甥女，未來奇爾博塔商會的繼承者。
瑪蒂達
奇爾博塔商會的女僕。
法藍（聲：伊達忠智、狩野翔／狩野翔／曹啟謙(TVB)）
神殿的灰衣神官，原為神官長的侍從，後被指派擔任梅茵的首席侍從，並負責教育梅茵。
原對青衣巫女有不好的回憶，直至擔任梅茵的侍從後，才一掃過去每晚到秘密房間服侍前任孤兒院長瑪格麗特的陰霾。但仍對院長室內的秘密房間、瑪格麗特留下的儀式服與色誘他人的女性有陰影，後來見到秘密房間已改為羅潔梅茵的會談室後，才放下心頭大石，不再恐懼。
吉魯（聲：三瓶由布子／三瓶由布子／魏惠娥(TVB)）
神殿的灰衣神官，梅茵的侍從之一，經常進出反省室的問題兒童。
自從與梅茵達成和解後，更因為梅茵擔任孤兒院長，且實行改革拯救了孤兒院的孩子，使其對梅茵十分感謝，並真心誠意做事，得到梅茵的鼓勵。視路茲為競爭對手和搭擋，為管理工坊而日夜努力。
戴莉雅（聲：都丸千代／都丸千代／張頌欣(TVB)）
神殿的灰衣巫女，梅茵的侍從之一，個人的目標是想成為神殿長的愛人，對流行事物感興趣。
由於對孤兒院生活時期的恐懼，以致曾經對進出孤兒院特别反感。
第二部末期時，為了拯救患有身蝕的義弟戴爾克而投靠神殿長，幫助尋找貴族收養戴爾克，後被神殿長與賓德瓦德伯爵利用，簽下偽造收養契約。在神殿襲擊事件中，發現自己遭到欺騙，在奧伯・艾倫菲斯特處理他領貴族引起的騷動中，原是要被處決，但梅茵為了先前的約定，而請求奧伯・艾倫菲斯特讓她裁決戴莉雅，梅茵判決戴莉雅回到孤兒院，且不得成為任何人的侍從，並要永遠留在孤兒院照顧戴爾克與其他孤兒。
葳瑪（聲：無／安野希世乃／詹健兒(TVB)）
神殿的灰衣巫女，梅茵的侍從兼專屬畫師，同時也專門照顧孤兒院的孩童，並教授繪畫技術給孩童們。
過去是克莉絲汀妮的見習侍從，在她離開神殿後獨自在孤兒院渡過成年儀式。曾被青衣神官欺騙差點成為捧花而患男性恐慌症，因此只願意待在沒有成年男性的孤兒院裡工作。相當疼愛孤兒院的孩童，並會教導他們禮儀、祈禱、繪畫和音樂。後期逐漸克服恐懼，能與熟識的灰衣神官、神官長、羅潔梅茵的近侍們、專屬職人及家人一起工作，但仍不習慣長期離開孤兒院。
羅吉娜（聲：無／鈴木實里／林元春(TVB)）
神殿的灰衣巫女，梅茵的侍從兼專屬樂師，擅長演奏飛蘇平琴、歌唱和編曲，也有一定的繪畫技巧。基於梅茵缺乏貴族教養的關係，被斐迪南指定要她將羅吉娜收為侍從，學習演奏飛蘇平琴。
過去是克莉絲汀妮挑選一起學習樂器的見習侍從之一，過着猶如貴族侍從的生活。現在則教導梅茵音樂及貴族教養的灰衣巫女。曾經一度不適應做粗重工作，而向梅茵和葳瑪訴苦，後來在兩人引導下，答應協助法藍做文書工作，並先後指導戴莉雅、莫妮卡和妮可拉有關替主人打扮和更衣的工作。
羅潔梅茵成為貴族後被其收為專屬樂師，可以隨她出入貴族街、領主城堡及貴族院，也負責教導孤兒院、冬季兒童室的孩童及貴族院的學生有關音樂的知識及演奏技巧，並輔助羅潔梅茵編寫現代歌曲及重新作詞。
阿爾諾（聲：無／伊藤良幸／鍾見麟(TVB)）
斐迪南身邊的灰衣神官，能力優秀卻不懂通融。過去因法藍被前孤兒院長的瑪格麗特所喜愛，使其產生嫉妒。在梅茵成為青衣見習巫女時，刻意請神官長安排吉魯服侍梅茵，及安排瑪格麗特的房間給梅茵，在背後做了許多手腳，以看法藍痛苦表情為樂。於第二部末尾被神官長處分。
葉妮（聲：無／長野佑紀／陳琴雲(TVB)）
神殿長的侍從。原為克莉絲汀妮的侍從，在克莉絲汀妮離開神殿回到貴族社會後，被神殿長挑選為侍從，並強迫她做捧花。也是梅茵在洗禮儀式，於神殿迷路遇見的灰衣巫女。梅茵進入神殿後，招攬葳瑪與羅吉娜為侍從，使其認為兩人過著如同克莉絲汀妮在時的生活而十分嫉妒。神殿襲擊事件中，神殿長抓著戴爾克作人質，令梅茵無法使用威懾後，便從後方抓住梅茵，後被梅茵的父親昆特從背後踢下鬆手，被捲入神官長與賓德瓦德伯爵的戰鬥中，並被消滅掉。（動畫版改成沒有死，所以改成被領主判死刑）
妮可拉（聲：日野麻里）
羅潔梅茵的侍從，灰衣巫女。冬季期間，是在艾拉身邊當助手的灰衣見習巫女。取代戴莉雅解任後的侍從之一，對梅茵在進入神殿前的平民身份與經歷一無所知。對做料理很有興趣。
莫妮卡
羅潔梅茵的侍從，灰衣巫女。戴莉雅解任後，與妮可拉一同成為羅潔梅茵侍從。十分崇拜崴瑪，做事認真，在孤兒院時幫忙其文書工作，平時與羅吉娜互相勉勵，對於梅茵是平民與進入神殿前的經歷一無所知。
麗茲
灰衣巫女。
弗利茲
羅潔梅茵的侍從，灰衣神官，曾經是斯基科薩的侍從，在對方還俗後，回到孤兒院。由於在工坊認真工作、提點吉魯不足和協調眾人的溝通問題上立下大功，所以在羅潔梅茵擴充業務時，同時受到路茲和吉魯提名推薦，而晉升為侍從，負責管理工坊事務。
薩姆（聲：岡井カツノリ）
灰衣神官，曾經是斯基科薩的侍從，在對方還俗後，回到孤兒院，被斐迪南選為侍從。後來在羅潔梅茵擴充業務時，被派到她身邊的新侍從，主要工作為輔助文書工作和負責管理神殿長室。
與法藍十分熟悉，兩人都有被派到貴族區臨時工作的經驗，也對斐迪南十分信任，以致吉魯認為薩姆缺乏作為羅潔梅茵侍從的歸屬感。
凱伊（聲：無／島田愛野／凌晞(TVB)）
神殿的灰衣神官，吉魯的友人。對吉魯的轉變感到驚訝，也受到梅茵所教導「不勞者不得食」的道理，積極為工坊工作。
リコ
於SS篇登場，是梅茵還未救濟孤兒院時，在地下室的孤兒之一。在差點餓死前，因吉魯送去的麵包和湯而得救。

### 貴族、青衣神官（青衣巫女）
卡斯泰德（聲：濱田賢二、森川智之／森川智之／招世亮(TVB)）
上級貴族，艾倫菲斯特騎士團現任團長，領主齊爾維斯特的堂兄兼護衞騎士。共有3名妻子，第一夫人為艾薇拉，第二夫人為朵黛麗缇，第三夫人為羅潔瑪麗。
在齊爾維斯特出生前，以領主候補生的身份養育（但沒有正式收養），以確保領主一族未來有男性領主候補生支撐，在齊爾維斯特出生後便降回上級貴族，其後更擔任他的護衞騎士。經常與黎希達追捕時常逃課的齊爾維斯特。
與斐迪南是舊識兼設定上的堂兄弟。當斐迪南在所有騎士面前聲明梅茵為其所庇護且會有小孩親近斐迪南而感到非常震驚。日後在斐迪南歸還魔導具時，得知梅茵有異世界成人的記憶，並被要求收養梅茵，而感到有些不知所措，但也對梅茵產生了興趣。在梅茵拿儀式服的當天與斐迪南及班諾三方會談後，曾詢問梅茵是否有意成為其養女，但因梅茵不想離開家人而被拒絕。祈福儀式時梅茵已答應成為其養女，並要求卡斯泰德讓她遠離看似欺負她的齊爾維斯特。後來成為梅茵設定上的貴族父親，並以其第三夫人羅潔瑪麗的名字（設定上的貴族生母）替她改名為「羅潔梅茵」。
齊爾維斯特（聲：鳥海浩輔、井上和彥、日野麻里〈幼少時期〉／井上和彥／李鎮然(TVB)）
艾倫菲斯特第7任領主——奧伯・艾倫菲斯特，第6任領主亞德貝特和薇羅妮卡的長子，斐迪南的異母哥哥，卡斯泰德的堂弟。原本只打算娶芙蘿洛翠亞一位夫人，後因團結領內而娶布倫希爾德為第二夫人。
為人樂觀、天真且有些幼稚，但直覺敏銳和重視親情。小時經常逃課而受到近侍追補強迫上課，成為領主後經常把文書工作推給別人處理，但必要會履行職責，因此斐迪南也願意輔助他。後來芙蘿洛翠亞要求他成為孩子們的榜樣，而難以逃避文書工作。
在知曉斐迪南打算讓卡斯泰德收養擁有異世界知識的梅茵後，為了評估其價值，在春季祈福儀式時偽裝成青衣神官同行。在森林中打獵時，曾向孤兒們和奇爾博塔商會的路茲與萊昂詢問梅茵的為人，梅茵對孤兒院的改革讓齊爾維斯特找不到梅茵的缺點，加上包括造紙與印刷技術在內的異世界知識對擴張領地產業的價值，且梅茵符合聖女形像，而決定讓梅茵成為其養女。離去前贈與梅茵鑲有黑色魔石的護身項鍊（實為領主一族收養契約的魔道具），並叮嚀她不可離身。
在出席中央的領主會議時，因得知梅茵在收養契約按下血印，而瞞著其他領地的貴族率領騎士趕回領地。為領地的未來而決心捨棄親情及母親派系的支持，將偽造入境文件的母親幽禁於白塔中，再處決以虛假文件讓他領貴族入城的舅舅拜瑟馮斯，並借羅潔梅茵成為領主養女一事讓芙羅洛翠亞派系和萊瑟岡古派系抬頭，藉此把薇羅妮卡派系逐漸分化及處決。
由於他與喬琪娜之間的過去使其厭倦了領主候補生之間的競爭，而指定長子韋菲利特為下任領主，卻不知該決定縱容韋菲利特使兒子經常逃課無法接受教育，直至羅潔梅茵、黎希達和斐迪南揭露此事。
達穆爾（聲：田丸篤志、梅原裕一郎／梅原裕一郎／李安邦(TVB)）
下級貴族，梅茵/羅潔梅茵的護衛騎士之一，下級文官漢力克的弟弟。
尚文的騎士，受兄長漢力克的影響，使其也能處理部分文官的工作。在神殿和領主城堡中，除了護衛任務外，還會協助梅茵/羅潔梅茵和斐迪南分擔部分文書方面的工作（甚至得到斐迪南的賞識和報酬），其籌備與規劃的能力也得到夏綠蒂的賞識。
在陀龍布討伐戰期間，卡斯泰德指派護衛梅茵的其中一人，因斯基科薩違反命令傷害梅茵，又因為貴族的階級關係，使達穆爾無法護衛梅茵，導致被斯基科薩牽連。由於梅茵的求情而免去死罪，但仍需負擔梅茵的儀式服1/4費用，且減薪3個月，以及降級為見習護衛騎士並擔任梅茵護衛一年。雖對受斯基科薩牽連而降職，及遭到原未婚妻解除婚約之事感到不滿，但對於曾替其求情而讓其得以保命的梅茵心懷感激。他後來更是除了斐迪南之外，梅茵唯一信任把自己的平民家屬在危難時托付給他保護的貴族。
在梅茵改名為「羅潔梅茵」並成為領主養女後，他也成為其專屬的護衛騎士之一。
斯基科薩（聲：石谷春貴／石谷春貴／麥皓豐(TVB)）
中級貴族，基貝．達道夫和葛洛麗亞之子，屬於薇羅妮卡派，前青衣神官，是位魔力量不高、相當於下級貴族的騎士。
中央政變後，從神殿招回成為貴族。不滿身為平民的梅茵穿上青衣，無視護衛命令，對該護衛對象梅茵加以傷害，使梅茵的血流入大地，導致不該出現的陀龍布發芽，引發第二次陀龍布災害。斐迪南與卡斯泰德對此感到憤怒，將斯基科薩帶回，由領主發落，並讓其選擇「殉職」或直接處決。
最後，其父達道夫子爵為保障家族利益，選擇使其接受處決，對外宣稱其殉職於討伐中。（動畫版是用斷頭台執行死刑）
戴爾克
被遺棄於孤兒院的身蝕之子，推測是冬季時出生，在梅茵的安排下讓戴莉雅認他為義弟，並對其疼愛有加。透過梅茵與斐迪南的幫助，先後以塔烏果實、魔石及魔導具來吸收過剩魔力而得以活命，後來成功解除被迫簽下的主從契約。在肅清後，希望透過洗禮成為貴族保護孤兒院，而先後通過哈特姆特與齊爾維斯特的面試，以齊爾維斯特為監護人假冒為舊薇羅妮卡派貴族子弟在冬季社交界的洗禮儀式上「重新成為」中級貴族，兼任見習青衣神官，並需要在成年時向領主一族獻名，但本人表示可親自選擇服侍對象也是一種幸運，反而消除了齊爾維斯特的罪惡感。
漢力克
下級貴族文官，達穆爾的哥哥，芙麗妲的契約之人（即是她未來沒有名份的丈夫）。已有一妻一子一女。
為人和善沒有其他貴族對平民的傲慢氣息，在達穆爾護衛梅茵失敗，為了替弟弟籌湊齊罰金費用，向芙麗妲的爺爺谷斯塔夫請求代墊罰金，因此部分經濟上仰賴芙麗妲家族。羅潔梅茵推廣印刷業時，為自願加入協助的文官之一，以感謝她曾替其弟求情與重用有加的恩情。
戈雷札姆（聲：堀內賢雄／堀內賢雄／梁志達(TVB)）
基貝．格拉罕（第二部至第五部初期），子爵（中級貴族），屬於薇羅妮卡派，約厲克和馬提亞斯的父親。由於祖先與嘉柏耶麗的近侍通婚，一直以接近上級貴族的魔力而自豪，更希望兒子們和亞倫斯伯罕的貴族通婚，期待後代能升為上級貴族。齊爾維斯特出生前已獻名給喬琪娜的貴族之一，與妻子勞埃雅、基貝・威圖爾同為喬琪娜的狂信徒兼前近侍，曾為對方的護衛騎士。即使對方遠嫁他領，也不改其忠誠，甚至要求兒子們成年後必須獻名給喬琪娜，也期待對方奪位歸來。同前墨水協會會長沃爾夫進行可疑交易，後來知曉羅潔梅茵的真實身世正是假死平民身份梅茵，曾參與多宗謀害領主一族的案件，特別是綁架羅潔梅茵以及對其下毒，被波尼法迪斯視為眼中釘。
薇羅妮卡（聲：渡邊明乃）
艾倫菲斯特第6任領主正妻，喬琪娜、康絲丹翠和齊爾維斯特的母親，前神殿長拜瑟馮斯同父同母的姊姊，擁有亞倫斯伯罕與艾倫菲斯特兩地領主一族的近親血緣，父母曾是兩地的領主候補生。
其母嘉柏耶麗過世後接管其培養的反萊瑟岡古派系貴族，形成薇羅妮卡派系。
堪稱權力的化身，對於權勢有無法形容的欲求，用人唯親，對弟弟、長子齊爾維斯特（為其把長期培養為繼承人的長女喬琪娜外嫁，並置之不理）及長孫韋菲利特疼愛有加，但因童年陰影十分仇恨異母兄弟姊妹及其血親（即萊瑟岡古派系的貴族），且也禁止丈夫、兒子及子孫後代迎娶第二夫人，也逼害從地位較低領地嫁來的媳婦芙蘿洛翠亞、與自己沒有血緣關係但在各方面異常優秀的斐迪南，更看不起長相與媳婦相似的孫女夏綠蒂。其到處樹敵的風格造成艾倫菲斯特貴族社會分裂，薇羅妮卡派系獨大、欺壓非自己派系的勢力，造成派系對立的風氣達到高峰，領地發展也十分落後。
為了除去被弟弟視為眼中釘的梅茵，而偽造入境文件 ，使弟弟能讓他領貴族入城。齊爾維斯特得知此事後，為領地的未來而決心捨棄親情及薇羅妮卡派系的支持，將其幽禁於白塔中，並借羅潔梅茵成為領主養女一事讓芙羅洛翠亞派系和萊瑟岡古派系抬頭，藉此把薇羅妮卡派系逐漸分化及處決。
艾格蒙（聲：無／岡井カツノリ／潘文柏(TVB)）
青衣神官，屬於前神殿長派系。
梅茵在擔任見習青衣巫女時期，為免惹來麻煩而向同級的他下跪敬禮。他也是曾弄亂神殿圖書室的元兇。在羅潔梅茵就任神殿長的儀式中被認出後，立即遭其以魔力威懾及警告他不得再犯作報復。
將灰衣巫女當作發洩性慾的對象，曾因使對方懷孕而更換灰衣巫女。後因與達道夫子爵夫人聯合竊取聖典而被逮捕。
賓德瓦德伯爵（聲：林大地、茶風林／茶風林／陳永信(TVB)）
亞倫斯伯罕的伯爵（上級貴族），基貝．賓德瓦德，管轄土地與艾倫菲斯特鄰近。喬琪娜的支持者之一。
齊爾維斯特下達貴族出入限制後，神殿長為除去梅茵，請薇羅妮卡替他偽造城鎮出入許可證，讓賓德瓦德伯爵入城，一方面神殿長哄騙戴莉雅，賓德瓦德伯爵會收養戴爾克，將主從契約上面貼上收養契約，欺騙戴莉雅簽下。神殿襲擊事件中，神殿長及賓德瓦德伯爵與梅茵一行人對峙時，梅茵為了保護家人下定決心讓齊爾維斯特收養，神官長取得正當名份（傷害領主一族的成員）後，將賓德瓦德伯爵逮捕並囚禁，終身被艾倫菲斯特的領主一族榨取魔力。

## 第三部 領主的養女

### 平民、灰衣神官（灰衣巫女）
哈塞鎮長
前任神殿長的支持者，知道對方是領主的舅父，但不知曉對方已被處決，以為只是退休告老還鄉。不滿新任神殿長羅潔梅茵強行領走已預定作商品賣出的孤兒們，而向前神殿長寫信告狀，並派鎮民攻擊小神殿以奪回孤兒。因指使鎮民攻擊小神殿一事而被視為對領主一族的反叛，但被斐迪南利用作教材讓羅潔梅茵藉此來學習如何利用誣告及煽動等手段排除敵人，最終與妻子以及其餘懷有反抗之心的親信一起被斐迪南公開處刑。
利希特
哈塞鎮長的親戚兼助手，在鎮長被處決後繼任為鎮長。在法藍清楚明瞭地告知下，是哈塞首位知曉鎮長靠山的前任神殿長已被處決的居民，明白哈塞在鎮長指使下，攻擊小神殿以企圖奪回被取走的孤兒一事，已經徹底犯下叛逆領主一族的罪行。坦然接受加稅十年的懲罰，帶領鎮民在取消祈福儀式和收獲祭的艱苦情況下度過一年。
迪莫
木工職人，英格的徒弟。
奈勒斯
木工職人，英格的徒弟。
阿妮嘉
英格的妻子。
琪露可
雨果的戀人，然而當雨果在領主城中教授食譜長期出差時分手了。
諾拉
哈塞的孤兒之一，托爾的姊姊，預定要賣給貴族而被哈塞鎮長藏起來，因為和報告孤兒的人數不同，被羅潔梅茵要求交出。為了改變自己會被賣掉的命運，選擇到小神殿當灰衣巫女。
托爾
哈塞的孤兒之一，諾拉的弟弟，害怕自己的姊姊被鎮長賣掉，並要求羅潔梅茵答應只要姐姐不會被賣掉，就答應去小神殿當灰衣神官。曾與瑞克對男女分開居住的宿舍安排感到不滿，而對羅潔梅茵作出無禮發言，要求四人一起居住，但遭法蘭責罵及經過羅潔梅茵的耐心解釋後，了解男女分開宿舍的原委，答應服從安排。
瑞克
哈塞的孤兒之一，瑪塔的哥哥，看見諾拉與托爾姊弟兩人選擇前往小神殿，剩下來的瑪塔會被賣掉的命運，而請求羅潔梅茵也收容自己與瑪塔，一同前往小神殿。
瑪塔
哈塞的孤兒之一，瑞克的妹妹，也是預定要賣給貴族而被哈塞鎮長藏起來。哥哥瑞克看到原本同樣要被賣掉的諾拉選擇前往小神殿，決心帶著瑪塔一同前往。
伽雅
想與灰衣神官沃克結婚的伊庫那居民，在基貝宅邸工作的女僕。
與沃克一起努力造紙，以賺取沃克的買斷契約金額，最後成功和沃克結婚。
諾德
灰衣神官，曾被派遣到伊庫那。
塞利姆
灰衣神官，曾被派遣到伊庫那。
巴茲
灰衣神官，曾被派遣到伊庫那。
沃克
灰衣神官，曾擔任青衣神官侍從，後來返回孤兒院，學習造紙術和印刷術。在伊庫那出差期間與伽雅相愛。一度因身價過高，伊庫那子爵付不起金額。羅潔梅茵特別讓他在伊庫那留下，以一年時間造紙，努力賺取買斷金額。
最後成功被伊庫那子爵買下，成為侍從，負責造紙業務和教育當地居民學習對貴族的禮儀，並與伽雅結婚。
阿希姆
灰衣神官。曾被派遣到哈塞，教導繼任鎮長利希特如何使用及解讀貴族用語，並執行格林計畫（收集故事）。
埃貢
灰衣神官。曾被派遣到哈塞，教導繼任鎮長利希特如何使用及解讀貴族用語，並執行格林計畫（收集故事）。
莉莉
灰衣巫女，艾格蒙的前近侍。因獻花懷孕而被艾格蒙辭退，回到孤兒院待產。在班諾提出的建議下，前往的哈塞小神殿，並得到當地居民和灰衣巫女們的幫助，生下一名男嬰。

### 貴族、青衣神官（青衣巫女）
芙蘿洛翠亞（聲：長谷川暖、諸星堇）
齊爾維斯特的正妻，領主第一夫人，是3名孩子的母親，羅潔梅茵的養母，在羅潔梅茵移居他領前夕生下第4個孩子（次女）亨莉叶塔。
由於是來自排名低於艾倫菲斯特的法雷培爾塔克，且為被肅清的前任領主與第三夫人之女，所以被婆婆薇羅妮卡以不適合教導下任領主為由奪走長子韋菲利特的撫養權。直至對方倒台和得知韋菲利特有廢嫡的危機後，才真正接手長子的教育，並採納羅潔梅茵設定的學習計劃方案。
韋菲利特（聲：藤原夏海、寺崎裕香）
領主一族（領主候補生），齊爾維斯特和芙蘿洛翠亞的長子，羅潔梅茵的義兄，一度成為其未婚夫。
為人樂觀、天真和坦率，但不擅於察言觀色。自小由祖母薇羅妮卡照顧，被其縱容成經常逃課的任性少爺，更忽視對自己叔父斐迪南的尊重。在洗禮儀式過後，仍未學懂基本文字和算術。直至與羅潔梅茵交換一天的生活後，才得知自己遠遠落後於人的情況，連孤兒院的孩子都比不上，也因此遭到斐迪南建議廢嫡，在羅潔梅茵介入修正學習內容、汰換失格侍從，與危機感跟競爭意識的加持下，才努力在冬季首度亮相時追上同齡人的進度。
後來被舊薇羅妮卡派誘導進入白塔與祖母薇羅妮卡會面而觸犯重罪，在羅潔梅茵的建議下廢除其下任領主的資格，再以魔導具窺探他記憶找出舊薇羅妮卡派中的參與者，但不需廢除其領主候補生的身份。
就讀貴族院時，他在社交上因不太理解羅潔梅茵的流行和新產業，曾一度以自己的近待不足為由，對羅潔梅茵的近待強行下命令，讓他們陪同出席女性茶會，加上所屬首席待從為搶功得罪了羅潔梅茵和夏綠蒂的近待們，進而加深領內派系不和。相比羅潔梅茵對貴族院學生的公平對待，聽從父母安排而疏遠舊薇羅妮卡派的他顯得無情，反而無法得到萊瑟岡古派的信任。
最終與羅潔梅茵解除婚約後，對自身能力產生質疑的他決定退出競逐下任領主之位，並聽從父親安排，在畢業後降為基貝·格拉罕（伯爵），以制衡萊瑟岡古派的勢力及保持與亞歷山大的聯繫。
夏綠蒂（聲：小原好美、本渡楓）
領主一族（領主候補生），齊爾維斯特和芙蘿洛翠亞的長女，韋菲利特的妹妹，羅潔梅茵的義妹。
相比幼年懶散的韋菲利特，她和弟弟麥西歐爾皆遵循母親的教育，努力以義姊為目標而奮鬥，而非像一般的領主候補生爭奪下任領主之位，兄弟姊妹較為相處融合。但因兄長自小由祖母養育而分開相處，內心對韋菲利特的親情其實不如麥西歐爾，反而更珍惜和羅潔梅茵之間的親情和相處時光。
在進入貴族院後，基本上由她代替或陪同不懂貴族世面、面對與書相關的事會失控的羅潔梅茵參與女性社交、協助推廣流行和書籍互借的工作，並與兄長一起負責義姊失控昏迷後的善後工作。
在兄長退出競逐領主之位後，隨著喬琪娜入侵領地的政變，持有思達普的她獲得父親正式承認為中繼領主，接手羅潔梅茵的流行及印刷事業來促進領地發展，使其過渡成為上位領地，再轉交領主之位給成為神殿長的麥西歐爾。
麥西歐爾（聲：長繩麻理亞）
領主一族（領主候補生），齊爾維斯特和芙蘿洛翠亞的次子，韋菲利特和夏綠蒂的弟弟，羅潔梅茵的義弟。
由於自小聽義姐的聖女傳說和其出版的神殿繪本長大，所以視她為自己的偶像和目標。
在羅潔梅茵辭任後，以領主候補生的身份交接神殿長職務，以維持在羅潔梅茵的方針下運作的神殿、孤兒院及工房。
艾薇拉（聲：淺野真澄、井上喜久子）
卡斯泰德的第一夫人，上級貴族文官，羅潔梅茵設定上的嫡母。前基貝・哈爾登查爾的女兒、前基貝‧萊瑟岡古的孫女之一。由於萊瑟岡古的出身，為了保護芙蘿洛翠亞、斐迪南等遭到薇羅妮卡迫害的貴族而成立芙蘿洛翠亞派系。時常舉辦茶會，在上級貴族圈子有極強的影響力。
由於梅茵捲入前神殿長企圖綁架案中的因素，讓領主得到清除薇羅妮卡派系的機會，繼而挽救她的長子艾克哈特被差點廢嫡及娘家兄長多年被薇羅妮卡威嚇的隱患，她也在撫養羅潔梅茵的期間慢慢改善與卡斯泰德的關係，從政治聯姻以來的使命感轉變成打開心扉的真誠溝通。故鄉也因充滿羅潔梅茵魔力的小聖杯、印刷業和復興古代儀式而興盛起來，因此十分感激羅潔梅茵和視她為親生女兒般疼愛，一直對外堅稱自己為羅潔梅茵的「母親大人」。在收養羅潔梅茵前便早已知道她是平民，在羅潔梅茵移居他領前夕向她坦言此事，而且在得知她成為了最接近王書的君騰候補後，為她必須背負整個國家感到擔憂，並叮嚀她在取得王書後不要被權力沖昏，而是要利用它來實現自己的心願。
艾克哈特（聲：小林裕介／小林裕介／曹啟謙(TVB)）
卡斯泰德和艾薇拉的長子，羅潔梅茵設定上的大哥。
斐迪南的親信之一，曾替他到平民區打聽有關梅茵的情報，加上在陀龍布討伐戰時在騎士團中與梅茵同行，所以是少數知曉羅潔梅茵過去是平民身份的貴族之一。原為斐迪南的護衛騎士，早在貴族院學生時期便已向他獻名，其妻海德瑪麗也是斐迪南的文官，但紅顏薄命，羅潔梅茵洗禮儀式之前便已過世多年。
平時在騎士團中作雜務及新人的訓練，在斐迪南還俗後再次擔任其護衛騎士。因已婚而早就搬出父母的家，愛妻離世後，久久未有再婚的意思。後来在祖父的安排下，與安潔莉卡訂婚，後又因斐迪南的婚約而取消訂婚並隨斐迪南前往亞倫斯伯罕。
戰後與移居亞歷山大的的安潔莉卡再次訂婚。
蘭普雷特（聲：鳴海和希）
卡斯泰德和艾薇拉的次子，羅潔梅茵設定上的二哥，韋菲利特的護衛騎士。
曾在陀龍布討伐戰中以騎士團一員的身份見過梅茵，但後來被卡斯泰德以羅潔梅茵的身世設定來說服一眾包括他在內的騎士，因此相信羅潔梅茵是自己的妹妹。
由於薇羅妮卡溺愛韋菲利特，周邊負責教育韋菲利特的人也跟著放縱他，直到羅潔梅茵矯正韋菲利特的學習環境後，才開始成為一名襯職的護衛騎士。
在第4部中與奥伯・亞倫斯伯罕的侄女奧蕾麗亞結婚。兩人早在貴族院時期已有感情及訂婚之意，但因薇羅妮卡失勢、羅潔梅茵中毒導致奧伯‧艾倫菲斯特嚴禁兩領往來等種種政治因素而弄得兩人不得不面對各種算計。外貌與嘉柏耶麗相似的妻子也為此足不出戶，出門聚會絕不脫面紗而無法融入艾倫菲斯特，幸得羅潔梅茵的建議得以適應，之後在肅清期間妻子產下一子。
柯尼留斯（聲：依田菜津、山下誠一郎）
卡斯泰德和艾薇拉的三子，羅潔梅茵設定上的三哥，羅潔梅茵的見習護衛騎士。負責她在貴族區、領主城內的護衛。
由於自幼便看到父親與兄長們的遭遇，而無意成為護衛騎士，學業成績都只維持在上級貴族的最低水平。後來在父母要求下，以守護家人為由而擔任羅潔梅茵護衛騎士。在羅潔梅茵中毒沉睡後發憤圖強，學業成績與實力也有所提升。
作為騎士，沒有任何優點和缺點，能跟任何人組隊合作，屬萬能型騎士。習得羅潔梅茵式魔力壓縮法後魔力量有所提升，有時會為妹妹分擔神殿公務，也能處理文書工作；盜走聖典一事後也向哈特姆特學習驗毒和解毒等毒藥知識。
不知道羅潔梅茵真正的身世，起初反對父母收養作為羅潔瑪麗「女兒」且於神殿長大的羅潔梅茵，但初遇羅潔梅茵時得知其決心後而對她改觀。雖然討厭父親的妾室們及鮮少接触的異母弟弟尼可拉斯，但十分照顧對母親尊敬且身體虛弱的妹妹，且羅潔梅茵經歷中毒沉睡後對妹妹的過度保護更是有增無減。
羅潔梅茵三年級時，與其他已畢業近侍成為有貴族身份的青衣神官（巫女），代替前往貴族院的妹妹處理神殿公務。期間透過供應魔力，而能用思達普變出神具。
對萊歐諾蕾抱有好感，但不想自身經歷被寫在貴族院戀愛故事中，而向母親和妹妹隱瞞戀情，並於空餘時間暗中拜訪萊歐諾蕾的家人，直至成年畢業。羅潔梅茵移居他領前夕，跟萊歐諾蕾決定在找到可接替的女性護衛騎士前暫時不會結婚。
朵黛麗緹
卡斯泰德的第二夫人，尼可拉斯的母親，上級貴族。屬於薇羅妮卡派系，是獻名給薇羅妮卡的前侍從。
卡斯泰德為平衡派系而與她聯姻。其母族經常與第三夫人羅潔瑪麗的娘家起衝突，由於中立的艾薇拉支持朵黛麗緹，讓羅潔瑪麗失利並遭到刁難最終抑鬱而終。十分討厭令她失勢的羅潔梅茵，於肅清時遭到逮捕。
克莉絲汀妮
葳瑪與羅吉娜的前任主人兼前青衣見習巫女，屬於舊薇羅妮卡派（但家族不是核心成員，除了勢力被打壓之外，肅清時沒有受到影響）。上級貴族和愛妾所生的女兒，魔力量很高，克莉絲汀妮的父親想要帶回家族，但因為正妻的反對，為了保護她才送入神殿，並派教師教育。和一般送入神殿的青衣神官、巫女生活環境不同，為了方便她父親隨時可以帶她回去，因此在她底下的灰衣巫女，個個都有受到教育並有各項才藝。
當克莉絲汀妮還俗回到貴族社會，向羅吉娜約定當自己獲得自由的權利時（意指15歲成年之後），會到神殿來帶她回去。然而，當她在領主城再與羅吉娜見面時，羅吉娜已成為羅潔梅茵的專屬樂師，因而被對方婉拒。
因嫁給薇若妮卡派的貴族，在肅清中雖未被處刑，但受到了相當嚴厲的懲罰。
黎希達（聲：中根久美子、宮澤清子）
上級貴族，尤修塔斯之母，有萊瑟岡古派系血緣的貴族，但立場保持中立，效忠歷任領主，並負責服侍缺乏侍從的領主一族成員。祖父是第三代領主與第二夫人之子，有領主一族的旁系血緣。身為奶娘從小教導卡斯泰德、斐迪南和齊爾維斯特，連神官長斐迪南都招架不住，是三人的剋星。在之前也侍奉過包括喬琪娜、薇羅妮卡及嘉柏耶麗在內的多位領主一族的成員，在領主一族近侍中擁有極高的地位，連身為騎士團團長夫人兼前任基貝・哈爾登查爾之女的艾薇拉在成為領主養女羅潔梅茵的「母親大人」之前，也得敬稱對方為「大人」。
齊爾維斯特拜託她擔任羅潔梅茵在領主城中的首席侍從，以便照顧身體虛弱及不懂貴族世面的她。她從觀察卡斯泰德的言行，便知曉羅潔梅茵不是卡斯泰德的親生女兒，雖不知道其身世，但她也沒有因而虧待羅潔梅茵，對她與其他領主候補生一視同仁。她後來也負責監視韋菲利特的學習情況及其待從的工作情況，以確保他能成為合格的領主候補生。
奧黛麗（聲：潘惠美）
羅潔梅茵在領主城中的女侍從之一，艾薇拉的好友，上級貴族，雷柏赫特的妻子。
因被艾薇拉拜托照顧其「女兒」，而重歸侍從的工作。由於曾帶其么子哈特姆特出席羅潔梅茵的洗禮式並見識到她異於常人的祝福後，間接令他成為崇拜聖女的狂信徒。
安潔莉卡（聲：淺野真澄、本渡楓）
羅潔梅茵的護衛騎士，中級貴族。
雖然家人皆從事侍從的工作，但是她不愛思考及讀書，選擇實技為主的騎士課程也是為了不用腦袋來工作及學習，因此在貴族院的首次騎士考試中，筆試的學科成績全部不合格，有著無法畢業的危機。
因為對學科理解力極差，即使花長時間記下也是低分合格，並且合格後立刻忘記，導致在神學學科記下的諸神名諱合格後忘記，造成後續術科加護儀式上，無法在儀式中背誦眾神的名諱而成為少數沒有在學期間取得任何神明庇護的貴族院畢業生。
在夏綠蒂和羅潔梅茵被綁架事件後，被前騎士團團長波尼狄法斯看中其以魔力強化四肢的優勢，以鍛鍊領主一族的護衛騎士為由，收她為弟子。後來在師傅的安排下與托勞戈特訂婚，後因托勞戈特請辭風波而取消，轉而與艾克哈特訂婚，成為他未来的第二夫人，後又因斐迪南的婚約而取消。預計隨羅潔梅茵前往中央。
安潔莉卡表示不願意比自己弱的男性結婚，在蘿潔梅茵四年級時前來觀看托勞戈特在領主對抗戰是否有資格成為他的丈夫。
貴族院戰後移居亞歷山大，並再度與艾克哈特訂婚。
布麗姬娣（聲：田村睦心）
羅潔梅茵的護衛騎士，中級貴族，與達穆爾同年。
基貝・伊庫那的妹妹，曾因為了守護伊庫那而與哈斯海特解除婚約。雖然是不繼承家族的女兒，但是仍為兄長及領民而盡心盡力。因為自小在伊庫那與農民一起生活，當地貴族與平民生活融洽，所以並不厭惡平民區及神殿等地方，而率先自薦出任需出入平民區的領主養女羅潔梅茵的護衛騎士。並於羅潔梅茵沉睡時與維克多結婚後返回伊庫那支援製紙業。
諾伯特
領主的首席侍從，領主城堡的總管，赫思爾的叔父。
伯倫戴特
格雷茲男爵的公子，與拉葛蕾塔結成夫妻，下級貴族。
拉葛蕾塔
布朗男爵的千金，與伯倫戴特結成夫妻，下級貴族。
克莉思黛
中立派貴族，與母親一起參加斐迪南義賣演奏會，十分喜歡斐迪南的畫像和在演奏會上的所有義賣品。克莉絲汀妮和荷米娜的朋友。由於姊姊嫁給薇羅妮卡派的貴族而失勢，所以想藉此機會改變家族支持的派系，與萊瑟岡古派、芙蘿洛翠亞派的貴族建立關係，也打算藉此尋找合適的結婚對象。認為羅潔梅茵推廣的印刷術雖然會搶奪下級文官的抄寫工作，但把畫作印刷和廣泛推廣出去更為重要。
荷米娜
萊瑟岡古派的貴族，克莉思黛的朋友，向她介紹同派系的貴族們。
尤修塔斯（聲：間島淳司、關俊彥／關俊彥）
上級貴族，黎希達的兒子，向斐迪南獻名的專屬文官兼侍從。
斐迪南的親信之一，曾替他到平民區打聽有關梅茵的情報，所以是少數知曉羅潔梅茵過去是平民身份的貴族之一。
收穫祭時，首次正式與成為領主養女的羅潔梅茵見面，以徴稅官身分前往哈塞，同時收集情報。
因為從貴族院侍從和文官課程畢業，所以同時擁有侍從和文官資格，對於稀有的情報感到有興趣，甚至會為了收集情報而不惜易容、男扮女裝，潛入女性茶會和平民區收集一般男性貴族無法取得的情報。身形纖細的他女裝時幾乎是年輕時的黎希達，並有著包含妹妹古德倫的名字在內許多化名。斐迪南也受他影響而選擇兼讀的方式，繼而長期逗留在貴族院以避開薇羅妮卡的迫害。由於他經常私底下替斐迪南收集素材的關係，所以在武技上也有一定程度的自保能力。
拉塞法姆（聲：石谷春貴）
獻名給斐迪南的下級侍從，負責管理前領主送給斐迪南的宅邸。
是薇若妮卡為了羞辱斐迪南才安排魔力不多的下級侍從成為他的近侍。
莫里茲
韋菲利特和羅潔梅茵的教師，並負責管理冬季的兒童室。
奧斯華德
韋菲利特的首席侍從，舊薇羅妮卡派出身，但沒有過於敵視其他派系的領主候補生及貴族。其父親生前曾是領主的首席侍從，再加上本人已向薇羅妮卡獻名，所以受到薇羅妮卡的賞識而就任韋菲利特的侍從。因為職務怠惰而受到黎希達責罵，芙蘿洛翠亞對於韋菲利特的教育狀況感到失望，一度遭到被撤換的可能性而產生危機感。
由於習慣把薇羅妮卡的思想帶入韋菲利特的教育中，認為同母弟妹及未婚妻應該把功勞讓給作為下任領主的韋菲利特，使領主一族（主要是韋菲利特與其弟妹）陷入分裂危機，令韋菲利特無法成長為順應時代轉變、統一派系的下任領主侯補人選。最終在肅清後，順應芙蘿洛翠亞的革職要求下，被迫以不願派系影響主人為由辭職，同時也令出身舊薇羅妮卡派的近侍逐一離開主人身邊，雖已離職但仍與韋菲利特有書信聯繫。
林哈特
韋菲利特的近侍。
坎托納
本身是貴族文官，與哈塞的鎮長簽下購賣孤兒契約。在斐迪南逼問下，得知他受別人指使委託購買弧兒及訂下契約，並答應接受羅潔梅茵的毀約賠償金。
原本是負責哈塞鎮印刷業務文官，之後撤離職務。
坎菲爾
青衣神官，首批被斐迪塔培訓成幫忙神殿文書工作的助手之一，也在奉獻儀式中負責把魔石內的魔力轉移進大小聖杯中。
法瑞塔克
青衣神官，同樣是首批被斐迪南培訓成幫忙神殿文書工作和在奉獻儀式負責把魔石內的魔力轉移進大小聖杯中的助手。
娜迪妮
布麗姬娣的下級見習侍從，負責幫忙整理騎士宿舍的房間。她和父母是少數尚留在伊庫那的下級貴族親戚。
菲里妮（聲：石見舞菜香）
與羅潔梅茵（戶籍上）同年的下級貴族，喜愛聽讀繪本，並提供母親所講述的故事給羅潔梅茵。日後羅潔梅茵以提供故事為由向她出借繪本，甚至提供稿費以支助其生活費。
其父卡席克是入贅母親家族的下級文官，因偏愛繼母約娜莎拉及與異母弟弟，而任由繼母虐待菲里妮、康拉德兩姊弟，甚至奪取及變賣亡母的家產。後來，菲里妮在羅潔梅茵的幫助下與弟弟脱離家族，以其專屬文官的身份居住在領主城堡北邊別館的侍從宿舍，並安置康拉德在孤兒院中生活。（她也是罕見以下級貴族的身份成為侍奉領主一族的文官。）
由於羅潔梅茵因為王命準備移居他領，為了追隨她而打算獻名和讓弟弟恢復貴族身份或以平民侍從把他買下，但遭到兩人拒絕。最後決定成年時向達穆爾求婚（以戴肯弗爾格的方式），並在結婚後與達穆爾一起移居羅潔梅茵所在的領地。在成年前，會以有貴族身份的見習青衣巫女暫時接替羅潔梅茵神殿孤兒院院長的職位，為打算以青衣神官身份自力更生的弟弟提供支持。
哈特姆特（聲：堀江瞬、內田雄馬）
雷柏赫特和奧黛麗之么子，上級貴族，出身萊瑟岡古派的旁系貴族，是基貝・萊瑟岡古的侄子，萊歐諾蕾的表哥，柯尼留斯的好友。
起初因質疑羅潔梅茵的「身份」（知曉她不是艾薇拉的親生女兒，卻罕見能得到艾薇拉的喜愛和領主的賞識）而與父母前往其洗禮儀式，到處打聽情報。直至親眼見證其祝福後，立即成為「聖女」的狂信徒。
在羅潔梅茵入讀貴族院後，成為其專屬文官。因異常崇拜羅潔梅茵，而到處宣傳聖女傳說，導致王族也認識剛入學的「聖女」羅潔梅茵；連選擇未婚妻也以對「聖女」的信仰和待奉為基準。他常常以尤修塔斯作為榜樣，令其作為文官的能力不在尤修塔斯之下，後期連斐迪南都把他培訓為神官長的繼任者，以便照顧及輔佐羅潔梅茵，也是除了斐迪南以外最熟悉神殿事務的人。
於羅潔梅茵二年級冬季前以自行蒐集的情報推敲出羅潔梅茵為平民出身但因沒有決定性的證據，而試探斐迪南的反應卻反被強迫簽下不可背叛羅潔梅茵與且聽從斐迪南的魔法契約。
與同樣為聖女狂信徒的戴肯弗爾格上級見習文官克拉麗莎訂婚。
由於羅潔梅茵因為王命準備移居他領，為了追隨她而以半強迫的方式讓她接受自己的獻名，由於能減少哈特姆特所引起的麻煩，所以羅潔梅茵的近侍們全都同意沒有阻止。
雷柏赫特
芙蘿洛翠亞的上級文官，奧黛麗的丈夫，哈特姆特的父親，基貝・萊瑟岡古的異母弟弟(第二夫人之子)。
基貝・伊庫那
子爵（中級貴族），布麗姬娣的兄長，管理著位於南方的伊庫那地區。沒有貴族的架子，習慣和民風純樸的平民一起生活、工作，也會一起慶祝祈福儀式和收獲祭。但也因此不擅長與貴族交涉，生活環境並不富裕。
由於布麗姬娣的前未婚夫哈斯海特的惡意挑撥，以致大部分下級貴族搬離伊庫那，所以他不得不親力親為。後來伊庫那作為首個發展制紙業的基貝管轄地，更意外發現以當地獨有的魔樹能製成魔紙，成為當地的特產，獲得貴族們的重視而掘起。
勞倫斯（聲：岡井カツノリ）
舊薇羅妮卡派新生代的領導者之一，馬提亞斯的好友，中級貴族，基貝・威圖爾和第一夫人之次子。
曾被父母要求獻名給喬琪娜，但以未準備好獻名石和未成年為由拖延時間，實際上在羅德里希和哈特姆特的建議下，早就暗中準備好獻名石的材料。
在肅清前夕，決心捨棄家族，提供喬琪娜企圖帶領舊薇羅妮卡派造反的情報給領主一族，並獻名給羅潔梅茵，成為她的護衛騎士。對於願意接納和拯救了自己及異母弟弟的羅潔梅茵心懷感激。
畢業前夕想找谷麗媞亞作為女伴，但被拒絕。
托勞戈特（聲：內田雄馬）
羅潔梅茵設定上的堂兄，卡斯泰德的侄子，是他的異母弟弟與古德倫所生的孩子，所以他也是黎希達的外孫子，尤修塔斯的外甥。
自幼崇拜祖父波尼法迪斯的強大，十分在乎來自祖父的讚美，希望能成為跟祖父一樣、無需侍奉他人的騎士團長。由於習得羅潔梅茵式魔力壓縮法的貴族們（特別是柯尼留斯）都突飛猛進而產生危機感，為習得魔力壓縮法而自告奮勇擔任羅潔梅茵的護衞騎士，藉此期望能超越柯尼留斯，未來能成為無需侍奉他人的騎士團長。然而，由於他性格不合群，無法聽從他人的指揮，只顧自我表現，加上看不起下級貴族出身的達穆爾能擔任領主候補生的護衛騎士，最終在二年級犯下大錯，逼使羅潔梅茵和黎希達要求他自行辭職，但也如願獲得學習羅潔梅茵式魔力壓縮法的機會。他事後才發現羅潔梅茵與其近侍已成為新世代艾倫菲斯特學生的主流中心，而感到有點後悔；而且經過長輩們的指責和提點後，才理解「辭職」一事成為永久污點，及只有領主一族才能不需侍奉他人，他將終生無法擔任任何一位領主候補生的護衛騎士，並且與騎士團團長一職無緣。為免損毀家族聲譽，長輩們禁止他移居其他領地。
在戴肯弗爾格對羅潔梅茵發出的搶婚迪塔中，表現出能判斷戰況、配合友方牽制對手的明顯成長。
伊西多（聲：潘惠美）
父母為舊薇羅妮卡派的上級貴族。韋菲利特的專屬侍從。
伊格納兹（聲：遠藤広之）
上級貴族，父母為中立派系。韋菲利特的專屬文官。在貴族院期間被安排參與和多雷凡赫有關植物紙的共同研究。
羅德里希（聲：遠藤広之）
中級貴族，第二夫人所生之子，父母為舊薇羅妮卡派的成員。
原為韋菲利特的友人，但因聽從父親命令下，引導韋菲利特走進被禁止進入的白塔，導致對方犯罪。此事之後，包括他在內的舊薇羅妮卡派成員及子女遭領主一族疏遠，他也遭到父親的冷落和暴力虐待。
然而，由於他提供及以筆名「修伯特」創作的迪塔故事受到羅潔梅茵賞識，加上在提供舊薇羅妮卡派的情報上立下功勞，被領主恩准以獻名方式接納為近侍及脱離連坐受罰，所以令他決心永久脱離家族，成為第一個向羅潔梅茵獻名的舊薇羅妮卡派，成為她的專屬文官，其他舊薇羅妮卡派的孩子也藉由觀察他的待遇決定倒向支持領主一族。
創作的迪塔故事深受戴肯弗爾格貴族的好評，藍斯特勞德願意親自畫插畫。
基貝・葛雷修
伯爵（上級貴族），薇羅妮卡和前神殿長的外甥（異母兄長之子），與兩人不和，屬於萊瑟岡古派系。其祖父因被迫與當時亞倫斯伯罕的領主候補生嘉柏耶麗結婚，把本為正妻、萊瑟岡古伯爵家族之女的祖母降為第二夫人，而讓支撑着領地糧食的萊瑟岡古派系貴族們引起強烈反對。最終當時的領主決定把其家族降為上級貴族，並分封葛雷修的土地歸其祖父管理。因此，家族對薇羅妮卡之母及與其所生的子女十分冷淡，這也是為何他拒絕在前神殿長死後接收其遺物的原因。
由於葛雷修曾是埃澤萊赫的領主直轄地，加上為迎接身為前領主候補生的初代基貝夫婦，所以建設較接近艾倫菲斯特直轄地的格局，分為貴族街和平民區，管理方式守舊，河流也受到污染，以致引入印刷術和造紙術時，造成各種困難。由於位處交通要道，羅潔梅茵以可能成為商業交流中心為誘因，婉轉促使基貝改善當地環境，繼直轄地後申請使用因特維庫侖改造平民區。
基貝・克倫伯格（聲：關俊彥）
伯爵（上級貴族），屬於偏中立派的萊瑟岡古派系，所管轄的土地位於東方，領內擁有風之國境門。後來也引入印刷業和造紙術作冬季手工業。
與前任克倫伯格伯爵一樣，為波尼法狄斯的支持者。其父親生前一直認為波尼法狄斯應該繼承領主之位，所以他也支持萊瑟岡古派的說法，認為應由波尼法狄斯的孫女羅潔梅茵成為下任領主。
肅清後曾以埃澤萊赫的歷史說服羅潔梅茵成為下任領主但遭到拒絕，同時也對她的評價有增無減，認為羅潔梅茵能成為不被派系操弄並將派系為己所用的領主。
波尼法狄斯（聲：石塚運昇、森川智之）
領主一族（領主候補生），第5任領主之子、第6任領主的兄長，卡斯泰德的父親，齊爾維斯特的伯父，羅潔梅茵設定上的祖父，其第一夫人為前萊瑟岡古伯爵之么女。
擁有如同野獸般敏銳直覺，及領主一族級別的魔力量，再加上退休後仍寶刀未老，在政變後的艾倫菲斯特中無人能敵。
父親因擔憂大病初癒的自己發生意外，加上身為次子的弟弟尚未成年，而接受過完整的領主教育。在貴族院時期兼修騎士課程。在弟弟接任領主一職後，按自願成為騎士團團長。後來從騎士團引退，並將職務交接給卡斯泰德和斐迪南。但仍在齊爾維斯特前往中央參與領主會議時，擔任代理領主處理領內事務並照顧一眾未成年的領主候補生們。
十分疼愛唯一的孫女羅潔梅茵。由羅潔梅茵中毒事件發現護衛騎士素質低落，為了保護她和領主一族免受傷害，開始特訓領主一族的護衛騎士，後來更拓展到騎士團、見習騎士，並將擅長身體強化的安潔莉卡收為徒弟，也替她和長孫艾克哈特聯姻，以穩固勢力。
哈斯海特
布麗姬娣前任婚約者。因企圖以聯姻的手段奪取基貝・伊庫那之位，而被布麗姬娣單方面取消婚約。在對方受到領主養女羅潔梅茵的重視後，再次重施故技，向對方求婚，但遭到達穆爾阻止和布麗姬娣拒絕。
喬琪娜（聲：中原麻衣、三瓶由布子、衣川里佳〈少女時期〉）
齊爾維斯特的長姊，亞倫斯伯罕的領主第三夫人，後升為第一夫人，擁有一子兩女。在齊爾維斯特未出生前，曾被指定為下任領主的繼承人。
由於國家傾向讓男性擔任領主的習慣，所以當弟弟出生後便喪失繼承資格及原本的婚約，之後被父母安排嫁回外祖母嘉柏耶麗的娘家——亞倫斯伯罕，成為領主第三夫人，因此十分憎恨奪走自己一切的父母和弟弟。
她在心靈上十分依賴與舅父前神殿長在書信來往中的訴苦，也曾把廢棄領地（舊孛克史德克）的小聖杯偷偷地委託給他來收集梅茵的魔力，以補充足夠魔力給領地並得到廢領貴族的支持。因此，當她得知前神殿長被處決後，進一步加深對齊爾維斯特的憎恨，也視斐迪南和梅茵為眼中釘。
她以第一夫人的身份到訪為名，把舊薇羅妮卡派系的貴族吸納為自身黨羽和在艾倫菲斯特的眼線。在基貝・格拉罕的幫助下，計劃了一次又一次加害梅茵及領主一族的事件，企圖奪回曾經喪失的領主之位。
葛洛麗亞（聲：無／友永朱音／陸惠玲(TVB)）
達道夫子爵夫人，中級貴族，屬於薇羅妮卡派。將其子斯基科薩之死怪罪於梅茵身上，甚至憎恨把斯基科薩處死的領主一族。
因替喬琪娜盗取聖典、替換鑰匙及綁架灰衣神官一事被羅潔梅茵提早察覺而東窗事發，以自殺的方式企圖讓領主一族沒辦法找到線索及查看其記憶。
勞埃雅
格拉罕子爵夫人，中級貴族，屬於薇羅妮卡派，約厲克和馬提亞斯的母親。
喬伊索塔克子爵
基貝・喬伊索塔克，中級貴族，立場偏向薇羅妮卡派系的中立派貴族。羅潔瑪麗的兄長，羅潔梅茵設定上的舅父，但不被艾薇拉承認，並不知曉羅潔梅茵的真正身世。多次想拉攏羅潔梅茵，皆遭到領主一族及近侍們阻礙。
在格拉罕子爵的「協助」下（實為被對方利用），因企圖綁架夏綠蒂未遂而被領主處決，喬伊索塔克子爵家族也遭到肅清。
鄂妮思塔
夏綠蒂的中級護衛騎士，哈爾登查爾出身，基貝·哈爾登查爾第一夫人的侄女。
優蒂特（聲：寺崎裕香）
羅潔梅茵的中級護衛騎士，克倫伯格出身的萊瑟岡古派貴族。因仰慕安潔莉卡擅長強化四肢的技能和希望學習羅潔梅茵式魔力壓縮法，而透過安潔莉卡推薦出任護衛騎士的職務。擅長投擲，在戰鬥中擔任遠程攻擊的重要角色。
在貴族院就讀期間，與菲里妮為共用近侍房間的室友，也是在近侍中與她最親近的友人。
布倫希爾德（聲：依田菜津、石見舞菜香）
羅潔梅茵的上級見習侍從，第3任基貝・葛蕾修和第一夫人的長女，有領主一族的血緣。萊歐諾蕾的好友。
為了推廣領地的新流行，以及為家族爭取領主一族的支持，而來到羅潔梅茵身邊成為近侍。擁有典型的貴族衿持和思維，本身不習慣出入包括神殿在內的平民區，但在艾薇拉的提點下才意識到葛蕾修的貴族都怨恨嘉柏耶麗和其女薇羅妮卡卻仍以她們所期望的方式治理葛蕾修，所以為了葛蕾修的未來，不但說服父親還願意踏入神殿和平民區視察，一改昔日不重視平民的想法。
在異母弟弟的出生後喪失下任基貝之位，但她也因使用羅潔梅茵的魔力壓縮法，擁有與領主一族相近的魔力量，以至於在領地內找不到適婚對象。為了保障母親和妹妹的地位，所以在肅清後提出在貴族院畢業後辭去侍從一職，與領主訂婚（政治聯姻），成為未來的第二夫人，以解決派系鬥爭的問題。
萊歐諾蕾（聲：諸星堇）
羅潔梅茵的上級護衛騎士，萊瑟岡古派系出身，柯尼留斯的未婚妻，母親是基貝・萊瑟岡古的同母妹妹，即是其外甥女，哈特姆特的表妹，布倫希爾德的好友。以羅潔梅茵和斐迪南為榜樣，學習斐迪南所寫的作戰指南及羅潔梅茵的建議，擅長指揮騎士作戰和搜集情報，也對各地魔獸和魔樹十分了解。
茱莉安娜
漢力克的妻子，達穆爾的大嫂。
康絲丹翠
喬琪娜的妹妹，齊爾維斯特的二姊，奧伯・法雷培爾塔克的第一夫人，盧第格的母親，丈夫是芙蘿洛翠亞的同母兄長。與齊爾維斯特夫婦關係良好，曾多次把小聖杯委託給他，以補充領地魔力不足的問題。
亞歷克斯
韋菲利特的上級見習護衛騎士，基貝・克倫伯格與其第二夫人的兒子。中立派。
肅清後對韋菲利特的變化感到不解和畏懼，在克倫伯格收集羅潔梅茵的情報時，告訴父親心中想法並表示想辭職返鄉。其父不但指出他作為護衛騎士的不足之處，還對韋菲利特變化進行分析，並提點他近侍的職責，及要警戒被迫向領主一族獻名的舊薇羅妮卡派貴族等建議後，決定與蘭普雷特一起暗中觀察韋菲利特與其近侍並向領主夫婦報告。

## 第四部 貴族院的自稱圖書委員

### 艾倫菲斯特

#### 平民、灰衣神官（灰衣巫女）
卡琳
庫拉森博克商人的女兒。普朗坦商会的都卢亚。
約克
伊娃的同事。由於年邁的父親在學徒時期習得絞染和蠟染的方法，所以是少數在早期推廣時便習得相關方法和使用舊時工具的染色工匠，最終以復興技術的作品，成功和伊娃的染布一起代表工房參賽，並取得上級貴族的訂單，成為貴族的專屬工匠。染色協會也授予培里浮資格，完成自己和父親的心願。
丹尼諾
約翰的徒弟。
羅塔爾
灰衣神官，擔任神官長室的首席侍從，先後跟隨斐迪南和哈特姆特。
伊米爾
灰衣神官，在法藍成為梅茵的侍從後，從孤兒院中獲選為侍從，以替補空缺。先後跟隨斐迪南和哈特姆特。

#### 貴族、青衣神官（青衣巫女）
莉瑟蕾塔（聲：石見舞菜香）
安潔莉卡的妹妹，中級貴族，原為其家族繼承人，羅潔梅茵的侍從。為報答羅潔梅茵對姊姊的照顧而成為其侍從。擅長製作刺繡、布偶和衣服，十分喜歡蘇彌魯（兔子外型的魔獸），也有飼養蘇彌魯的經驗。為了照顧主人的健康，在貴族院曾選修醫藥學科，雖然水準及經驗無法達到製作或開發主人所需的藥物，但能根據當下主人的身體壯況準確判斷及選擇該服用的藥水。
本為繼承家族而與魔力相符的上級貴族妥斯登訂婚，後接納了艾薇拉的建議及父親同意下，成功廢除婚約，將家族繼承人的位置讓出，並成為羅潔梅茵的首席侍從，在移居後與上級貴族訂婚，使其身份能符合首席待從的地位。
尼可拉斯
卡斯泰德和朵黛麗緹（第二夫人）的兒子，羅潔梅茵設定上的異母弟弟。一直渴望與姊姊交流，甚至希望擔任其護衛騎士，但長年因母親的派系而受到異母兄長們的排斥及禁止接近羅潔梅茵。直到因母親受罰而被隔離時，才有機會與姊姊會面交談，十分羨慕她和兄弟姊妹們相處融合。肅清後成為有貴族身份的見習青衣神官，並有意擔任麥西歐爾的護衛騎士。
貝兒朵黛（聲：都丸千代）
第3任基貝・葛雷修和第一夫人的次女，上級貴族，布倫希爾德的同母妹妹。在貴族院就讀期間，短暫擔任過羅潔梅茵的見習侍從，後擔任作為領主第二夫人布倫希爾德的侍從。
泰奧多
優蒂特的弟弟，中級貴族，希望成為基貝・克倫伯格的護衛騎士。在貴族院就讀期間，曾短暫擔任過羅潔梅茵的見習護衛騎士。
愛蜜莉卡
莉瑟蕾塔的成年侍從。
芙蘭朵
安潔莉卡的成年侍從。
凱薩琳
中級貴族，夏綠蒂的侍從。
馬提亞斯（聲：梅原裕一郎）
中級貴族，格拉罕子爵和勞埃雅的么子，巴托特的表弟，屬於舊薇羅妮卡派，也是該派貴族院學生的領袖之一。對於善待被領主一族疏遠的他們、主張不分派系、以提升領地成績而共同努力的羅潔梅茵心懷感激，主動帶領該派學生提供舊薇羅妮卡派針對領主一族（特別是羅潔梅茵）的情報給她，並游說眾人轉向支持領主一族。
曾被父親要求獻名給喬琪娜，但以未準備好獻名石和未成年為由拖延時間，實際上在羅德里希和哈特姆特的建議下，早就準備好獻名石的材料。
後來在肅清前夕，決心舍棄視他為棋子的家族，提供喬琪娜企圖帶領舊薇羅妮卡派造反的情報給領主一族，並與勞倫斯獻名給羅潔梅茵，成為其護衛騎士。
古德倫
尤修塔斯的姊姊，托勞戈特的母親，黎希達的女兒，上級貴族，卡斯泰德異母弟弟的妻子，結婚前曾是喬琪娜的侍從，但立場和母親一樣是效忠領主一族的中立派。經常被弟弟借用其身份女裝出行。因托勞戈特嚴重失職和辭職一事而與丈夫一起遭到黎希達責備，指責兩人教子無方。
埃利亞斯
中級見習騎士，與韋菲利特同學年。
耶雷米斯
次期基貝・達道夫，中級貴族，是已經辭世的前第一夫人之子，斯基科薩的異母兄長。
因葛洛麗亞對羅潔梅茵進行暗殺和盜走聖典一事失敗並被掌握證據，為求不被連累和肅清而向領主獻名，並跟父親一起調查舊薇羅妮卡派貴族情報。
伊絲貝格
下級貴族，菲里妮的成年侍從兼母方親戚。只於菲里妮入讀貴族院一年級時陪同，擔任短期侍從。
對卡席克和約娜莎拉有諸多不滿，特別是對待康拉德的方式。曾提議菲里妮與作為神殿長的羅潔梅茵商量，買下灰衣巫女作為照顧康拉德和她的平民侍從。
瓦妮莎
夏綠蒂的首席侍從。
維克多
布麗姬娣的入贅丈夫，幫助基貝・伊庫那打理製紙業務。
克什米爾
羅德里希的侍從。
珂婷卡
中級見習侍從，與韋菲利特同學年。
格雷果
韋菲利特的上級見習護衛騎士，與韋菲利特同學年。
芙蕾德莉卡
優蒂特的侍從。
卓格赫特
麥西歐爾的指導員兼首席侍從（主人洗禮儀式過後），芙蘿洛翠亞的前近侍，出身法雷培爾塔克，在上次政變期間送到艾倫菲斯特避難，因而避免肅清。
馬文
文官，原本是芙蘿洛翠亞的近侍，因為夏綠蒂要參與印刷業業務，而調為夏綠蒂的近侍兼指導文官。
派翠西亞
屬於舊薇羅妮卡派。
勞勃特
中級貴族，屬於舊薇羅妮卡派。
約厲克
格拉罕子爵和勞埃雅之次子，屬於舊薇羅妮卡派的中級貴族，馬提亞斯的哥哥。在薇羅妮卡失勢後，因父母的安排而獻名給喬琪娜。
卡席克
菲里妮和康拉德的父親，下級貴族文官，是入贅前妻（菲里妮的母親）家族的夫婿。
在前妻離世後，以子女年幼為由，當上代理家主，並再娶因家境較差而需要其接濟的後妻約娜莎拉，讓她照顧菲里妮姊弟，但是由於他對約娜莎拉言聽計從的關係，所以疏於照顧菲里妮姊弟，也任由對方以管教為名而虐待孩子，盜走及變賣前妻的家產。最終，在羅潔梅茵的幫助下，菲里妮決定與他斷絕來往，取回魔導具，把康拉德安置在神殿生活。
然而，他為免受到前妻母族及領主一族的責備，仍把菲里妮的繼承權保留下來，讓她成年後繼承家產。
約娜莎拉
菲里妮和康拉德的繼母，下級貴族，丈夫卡席克家族的親戚。
在兒子出生前，尚會以最低限度的標準來照顧菲里妮姊弟。但在兒子出生後，就完全改變態度，不但疏忽照顧兩人，不定時準確飯菜，而且會因小事而虐待兩人。重用自己的伯母耶涅菈為侍從，藉此讓丈夫疏遠前妻的親戚，使菲里妮姊弟孤立無援。此外，她還變賣菲里妮母親的家產，奪走康拉德的魔導具給剛出生的兒子。
最終，因羅潔梅茵分別提供領主城和孤兒院給菲里妮姊弟作居所，使菲里妮下定決心，與之斷絕關係。
耶涅菈
約娜莎拉的伯母兼侍從，下級貴族，經常疏忽照顧菲里妮姊弟。
康拉德
菲里妮的同母弟弟。經常被繼母約娜莎拉以思達普虐待及疏忽照顧，十分害怕思達普，在受洗前其魔導具被約娜莎拉搶走給異母弟弟，原本累積在魔導具的魔力被一起奪走，導致無法累積作為下級貴族下限的魔力而無法以貴族身分受洗，並因魔力過多累積在體內，加上長期遭受虐待和挨餓而導致性命危險。
在菲里妮的求救下，被羅潔梅茵救出和治療，替他取回母親遺物的魔導具，並進入孤兒院生活。在洗禮儀式後，暫時以灰衣神官工作，在魔力有所成長後，再以青衣神官工作，並決心和戴爾克一起守護孤兒院及工坊。
弗洛登
基貝・威圖爾和第一夫人之長子，勞倫斯的兄長，屬於舊薇羅妮卡派的中級貴族。與來自亞倫斯伯罕的新娘貝緹娜在兩地邊界線上結婚。
奧蕾麗亞
蘭普雷特的妻子，羅潔梅茵設定上的二嫂，出身亞倫斯伯罕的上級貴族。雖為奧伯・亞倫斯伯罕的侄女，但實為奧伯的弟弟和已故的第三夫人所出，於娘家的地位低薇，加上連本為料理的嫁妝也故意被掉包為海鮮魔獸，且只能帶一位貴族侍從陪嫁。
本來有意任職侍從或文官，卻因父親的命令而在婚前任職亞絲娣德的護衛騎士。後來在貴族院的騎士課程中結識了蘭普雷特，兩人有了感情及訂婚之意，卻因種種政治因素而弄得兩人不得不面對各種算計。由於外貌與嘉柏耶麗相似，因而堅持不在人前脱下面紗，免遭到萊瑟岡古派系的貴族針對。為此足不出戶，出門聚會絕不脱面紗而無法融入艾倫菲斯特。
幸得羅潔梅茵的幫助及開解，並贈送其提倡的流行事物（書籍、布料和海鮮料理），她得以適應新婚生活的環境，並選擇明哲保身，加入芙蘿洛翠亞派系，拒絕給娘家傳遞情報，也得到艾薇拉的諒解和接納。於肅清期間得到艾薇拉的庇護，搬回主宅居住，並誕下一子。
莉亞狄娜
奧蕾麗亞的侍從，陪同奧蕾麗亞一起移居艾倫菲斯特照顧其起居。同時也是唯一陪嫁的侍從，奧蕾麗亞最初只願意在她和蘭普雷特面前脫下面紗及傾訴心事。
丈夫在政變中逝世後，因身為第二夫人而無法待在夫家亦無法投靠娘家，正當走投無路之際受到奧蕾麗亞的母親保護，成為其侍從。
貝緹娜
弗洛登的妻子，勞倫斯的大嫂，出身亞倫斯伯罕的中級貴族，娘家已經投靠喬琪娜，已獻名給喬琪娜。她也在婚後加入舊薇羅妮卡派，為主人傳遞情報和幫忙盜竊聖典和其鑰匙。她經常向缺乏魔力和資源的娘家送上過冬物資。
瑪麗安妮
夏綠蒂的上級見習文官。
魯道夫
夏綠蒂的中級見習騎士。
娜塔莉
夏綠蒂的上級見習騎士。
基貝・萊瑟岡古
伯爵（上級貴族），萊歐諾娜的舅父、哈特姆特的伯父。其管轄地位於南方，作為領地的糧食供應地而掌握權勢，能左右領主的決定。
相對已退休的萊瑟岡古派老貴族，他比較能接納有薇羅妮卡血緣的領主候補生（夏綠蒂和麥西歐爾），也接受萊瑟岡古派血緣者和他們通婚。唯獨對不理解他們曾經苦況的韋菲利特十分嚴厲。
前萊瑟岡古伯爵
基貝・萊瑟岡古的祖父，上級貴族。是羅潔梅茵設定上的曾外祖父，也是卡斯泰德、艾薇拉的外祖父。因嘉柏耶麗以亞倫斯伯罕領主候補生的身份強行嫁給當時有望成為下任領主的女婿，以致他和第一夫人所生的長女被逼降為第二夫人，因此十分仇恨薇羅妮卡派，並在家中放置嘉柏耶麗的畫像，讓子孫後代永不忘記。
不知道羅潔梅茵的真正身世，認為她是諸神賦予給自己人生中的最後禮物。計劃團結萊瑟岡古派貴族，推舉羅潔梅茵為下任領主，卻因韋菲利特與羅潔梅茵訂下婚約而失敗。領主候補生拜訪時，雖接受羅潔梅茵無意成為下任領主的事實，但卻沒有表示會為韋菲利特提供支持。
最終在肅清時逝世，臨終時得知舊薇羅妮卡派遭到肅清而安詳離世。然而，他的去世讓萊瑟岡古派長老們決心繼承他的遺志，計劃除去有薇羅妮卡血緣的領主一族成員，再以波尼法迪斯作為後盾，讓羅潔梅茵成為下任領主。
達道夫子爵
基貝・達道夫，中級貴族，葛洛麗亞的丈夫，耶雷米斯和斯基科蕯的父親。曾因父母的要求下，向薇羅妮卡獻名。
在處決斯基科薩的問題上，為免一族受到連坐而遵從領主的判決，及答應不得接近梅茵的要求。葛洛麗亞因不服判決而決心報仇，投靠喬琪娜，並在調換聖典、鑰匙及綁架灰衣神官的計畫東窗事發後自殺。他為了保著家族安危，向領主跪地謝罪，提供舊薇羅妮卡派貴族有獻名習慣的消息，並藉著繼承人耶雷米斯獻名給領主，讓家族得以改投陣營，保住性命。
史德諾斯
基貝・威圖爾，子爵（中級貴族），弗洛登和勞倫斯的父親，舊薇羅妮卡派。於肅清時被捕及處決。
克勞迪奧
基貝・哈爾登查爾，伯爵（上級貴族）。艾薇拉的兄長，羅潔梅茵設定上的舅父（嫡母的兄長）。
在妺妹的請求下，建立印刷工房，專門印刷艾薇拉及其友人一起收集和寫作的戀愛故事，讓領地平民在冬天期間，以印刷為副業工作。因為羅潔梅茵使妹妹與卡斯泰德之間的夫妻關係得到改善；而且由於羅潔梅茵提及的聖典記錄而意外復興了早已失傳的喚春儀式，提早融雪讓春天來臨，令管轄地得到了更多春夏季的工作時間和收獲。為此特別感激為哈爾登查爾帶來新事業和延長春季的羅潔梅茵，即使他早已看穿卡斯泰德與羅潔梅茵之間沒有血緣關係，但不知她的來歷，也願意視她為一族的親人。（因不管設定與否，羅潔梅茵皆是沒有直系血緣關係的人）

### 亞倫斯伯罕
蒂緹琳朵（聲：潘惠美）
亞倫斯伯罕的領主候補生，喬琪娜的次女，韋菲利特四兄妹的表姊，盧第格的表妹。
非常任性，比羅潔梅茵更缺乏身為領主候補生的自覺及意識。經常故意在言語間針對羅潔梅茵，拒絕承認她為義表妹，甚至禁止她出席親屬茶會，也刻意在他人面前無視她的存在和功勞。但蒂緹琳朵也因其態度及領地地位日漸下降的關係，不受到其他上位領地的領主候補生和王族待見。
後來在父親請求的王命下，被安排與斐迪南訂婚。她看不起斐迪南的身份和神殿生活經歷，無理向艾倫菲斯特索取各種流行物當作禮物，又要求尚未正式為亞倫斯伯罕貴族一員的斐迪南代替他們一家處理政務，以及舉行神殿儀式以提供魔力給領地。她也一度無理強行要求斐迪南獻名，但被斐迪南誤導而認為他早已向薇羅妮卡獻名（但斐迪南早已偷偷地把刻有自己舊名的獻名石委託給羅潔梅茵保管）。她後來因外交工作而認識來自蘭翠奈維的王子，從對方口中得知斐迪南真正的身世，更是唾棄對方。加上她之前在貴族院畢業儀式時，意外碰到與王位繼承有關的魔法陣，自認天命所歸，是下任女王，而決定把斐迪南視為棄卒。她聯合外國王族及喬琪娜的勢力，企圖借刀殺害斐迪南和萊蒂希雅，並奪取王書及王位。她讓已降為上級貴族的同母姊姊染礎，嚴重違反王命。最終在中央政變中被羅潔梅茵、斐迪和戴肯弗爾格領導的聯合援軍捕獲，終身監禁白塔。
賽兒緹
喬琪娜的侍從，戈雷札姆的妹妹。出身艾倫菲斯特的格拉罕，陪伴主人嫁去亞倫斯伯罕。
賽吉烏斯（聲：小西克幸）
亞倫斯伯罕的上級侍從，屬於支持萊蒂希雅的勢力。在貴族院時代便聽聞斐迪南的名聲，對他十分尊敬和仰慕，故自願前來擔任他的侍從。
瑪蒂娜（聲：中島愛）
蒂緹琳朵的侍從，亞倫斯伯罕的上級貴族。基貝和第三夫人的次女，奧蕾麗亞的同母妹妹。
本來打算擔任渥夫勒姆的見習文官，但因喬琪娜的邀請而被迫擔任蒂緹琳朵的侍從。苦於照顧任性的主人，習慣欺瞞對方（特別是對方只為中繼奧伯一事），只講討好的說話。
雷蒙特
亞倫斯伯罕的中級文官，赫思爾和斐迪南的徒弟。後來在斐迪南移居後，也成為其近待（毋須獻名）。受赫思爾影響，經常在她的研究室費寢忘餐地進行研究，甚至連出門後的儀容也忘記整潔。
斐迪南考慮到他能替其收集情報的關係，於是收他為弟子，以改良自己昔日發明、無害的魔導具和魔法陣為課題，提供相關資料，以交換亞倫斯伯罕的情報。羅潔梅茵也經常請他幫助研究與圖書館、印刷業有關的魔導具、傳送陣，並買下設計圖和專利。
萊蒂希雅（聲：長繩麻理亞）
奧伯・亞倫斯伯罕與原第一夫人的外孫女，已外嫁到多雷凡赫的三女所生的么女。因亞倫斯伯罕領主一族人數不足，在渥夫勒姆離世後，就被外祖父母收養為養女，成為亞倫斯伯罕的領主候補生，並視為正式的繼承人般養育。
與第三王子同年，被長輩們安排政治聯姻，以取得中央和戴肯弗爾格的勢力支持。由於外祖父年事已高的關係，所以向王族請求，安排斐迪南入贅，與中繼奧伯蒂緹琳朵訂婚，並打算讓兩人結婚時，收養萊蒂希雅，以免她在亞倫斯伯罕的慣例下，降為上級貴族，繼而喪失繼承領主之位的資格。同時也把萊蒂希雅的領主教育和輔助工作托付給斐迪南。
在喬琪娜進攻艾倫菲斯特前夕，被人利用促使斐迪南中即死毒（蒂緹琳朵事前暗中讓她服用解藥），大部份上級侍從被殺害，同時面臨被綁架到蘭翠奈維的危機。後來雖然被羅潔梅茵和斐迪南所指揮的聯合軍隊救出，但大部份近侍被殺導致她心理創傷，還有對斐迪南中毒一事感到自責。
由於受到羅潔梅茵和斐迪南的庇護，使她能在貴族院戰後成為亞歷山大的領主候補生。
格杰弗里德
奧伯・亞倫斯伯罕，喬琪娜的丈夫，渥夫勒姆和蒂緹琳朵的父親，萊蒂希雅的外祖父兼養父。
曾有三位夫人及多名子女，但因中央政變後，第二夫人因出身戰敗領地而被處決，其所生的兒子們皆被降級。原第一夫人的女兒們皆已外嫁。喬琪娜唯一的兒子渥夫勒姆病逝，其所生的長女則因喬琪娜之前為了吸納第二夫人的派系勢力而下嫁第二夫人之子。以致領主候補生嚴重不足，只剩下兩個未成年者：么女蒂緹琳朵和原第一夫人從多雷凡赫中收養的外孫女萊蒂希雅。
為了拉攏逐漸興盛的艾倫菲斯特，不惜在領地缺乏魔力的情況下，外嫁姪女奧蕾麗亞和中級貴族貝緹娜，分別與蘭普雷特、舊薇羅妮卡派的弗洛登聯姻。但由於奧蕾麗亞選擇明哲保身，拒絕提供情報，加上舍監對艾倫菲斯特的偏見，以致於他們得不到太多有關艾倫菲斯特領主一族及萊瑟岡古派的消息。
然而，在喬琪娜的誘導下，再加上他在兩地邊界線婚禮上看中有輔助領主和培訓領主候補生經驗、能力優異且尚未結婚的斐迪南。由於蒂緹琳朵的能力不足以任職下任領主，但萊蒂希雅過於年幼，所以向國王提出讓斐迪南入贅為中繼領主蒂緹琳朵的丈夫，並收養萊蒂希雅為養女，培訓她能在成年之際繼任下任奧伯。國王同時也讓第三王子與萊蒂希雅訂婚，讓亞倫斯伯罕未來得到魔力和王族、戴肯弗爾格在勢力上的支持。
後來身體狀況危殆惡化，打算在臨終前把領地的重要事項（自身的貴族勢力、文件、書信等）交託給斐迪南，導致斐迪南不得不提早前往亞倫斯伯罕。最終因喬琪娜視他為計劃的絆腳石，而被她用毒暗殺。

### 庫拉森博克
艾格蘭緹娜（聲：井上喜久子）
庫拉森博克的領主候補生，冬季出生，擁有王族血統（前第三王子之么女）的原公主，在父母和兄姊於政變中身亡後（當時尚未受洗），被當時任職奧伯・庫拉森博克的外祖父收養，因此失去王族的身分而降為領主一族。
在羅潔梅茵剛入讀貴族院時為六年級生，與第二王子亞納索塔瓊斯同學年，擅長舞蹈並喜好音樂、藝術，認識飛蘇平琴高手的克莉絲汀妮。在畢業儀式的奉獻舞中扮演光之女神的角色，其出色的舞姿心受不少女學生仰慕。對神事不太了解的她曾認為奉獻舞是向神祈禱的方式，因此不太排斥討論神事。
在貴族院畢業後，嫁給第二王子重新成為王族，為了監視羅潔梅茵而回到貴族院擔任領主候補生課程的教師。
在為了取得王書時在祠堂被諸神以有孕在身而退回魔力，後與丈夫逼迫羅潔梅茵代替自己巡迴祠堂取得王書，使羅潔梅茵對王族感到失望。
在羅潔梅茵四年級前的秋季誕下了女兒，使娜葉拉耶暫時代替她擔任領主候補生課程的教師。
貴族院戰後為了不讓女兒進入白塔，而獻名給作為女神化身的羅潔梅茵，接受只可使用一代的魔導具王書成為君騰。即位儀式期間，本人在創始之庭向諸神立下了必定會靠自身實力取得真正王書「梅斯緹歐若拉之書」的約定。
漢斯凡
庫拉森博克的領主候補生，奧伯與第二夫人之子，艾格蘭緹娜的表哥。
奧伯・庫拉森博克
艾格蘭緹娜的舅父兼義兄。為了避免領地排名落後於多雷凡赫，所以要求艾格蘭緹娜必須成為王子妃，甚至是下任王后。儘管艾格蘭緹娜在被收養後，便改為接受領主候補生的教育，但他和家人仍一直視她為王族般對待。

### 戴肯弗爾格
藍斯特勞德（聲：內田雄馬）
戴肯弗爾格的領主候補生，奧伯和第一夫人的長子，漢娜蘿蕾的同母兄長，第三王子錫爾布蘭德的表哥，也是下任領主。
喜愛繪畫，具備藝術家的性格，除了家人以外畫得最多的就是艾格蘭緹娜，妹妹漢娜蘿蕾認為艾格蘭緹娜可能是他的初戀。
為了滿足漢娜蘿蕾想撫摸休華茲和懷斯的願望，而控告羅潔梅茵「搶奪」王族遺物，並提出應由出身上位領地的他擔任主人。被羅潔梅茵以圖書館到訪次數欠佳為由，不能為魔術具補充魔力而被拒。後來也在奪寶迪塔中，被對方的奇計打敗，對此深感憤怒，曾稱呼她為「假聖女」。在六年級時因為發現了羅潔梅茵的價值，對自己能與羅潔梅茵接觸的機會不多而感到焦急，所以賭上妹妹漢娜蘿蕾的未來，堅持要娶羅潔梅茵為第一夫人而與艾倫菲斯特提出了搶婚迪塔的要求，且還故意讓戴肯弗爾格的貴族們誤會為求娶迪塔。
在之後的領地對抗戰中其所作所為都被母親知道，他以妹妹的婚姻作賭注卻不讓妹妹參與準備，其母覺得他太不尊重自己的妹妹，且之前也為艾倫菲斯特帶來麻煩，使其母決定擅自把其畫作送給艾倫菲斯特賠罪，同時也是作為他擅作主張的懲罰。
在艾倫菲斯特與亞倫斯伯罕之間的奪礎迪塔中，作為下任領主代替前往中央的父親留守領地。
漢娜蘿蕾（聲：諸星堇）
外傳《漢娜蘿蕾的貴族院五年級》的主角，戴肯弗爾格的領主候補生，奥伯和第一夫人之長女，藍斯特勞德的同母妹妹，第三王子錫爾布蘭德的表姊。羅潔梅茵和韋菲利特的同級生。
本身因艱深的古文而不愛閱讀，但因羅潔梅茵借出的書籍文字淺白、插圖精美，而愛上閱讀其出版的書籍。由於出入圖書館尋找羅潔梅茵的舉動（想代無禮的兄長向她道歉），被對方認為是愛書同好者，而成為好友及邀請成為（義務的）圖書委員，常常出席她在圖書館舉辦的茶會，並互借書籍。
不太喜歡自家領地的尚武風氣，卻常常被逼捲入與艾倫菲斯特之間的迪塔。
有「愛哭鬼公主」的綽號，自稱是不受時間女神眷顧的人，經常與機會或時機失之交臂，或因表達不清楚而造成誤會。但實際上因經常以近侍製作的護身符祈禱，而頗得時間女神和結緣女神的喜愛，不但得到她們的加護和祝福，而且還因為她們不真正理解其煩惱的根源，以致常常造成意外。
在與艾倫菲斯特的搶婚迪塔上主動離開投降，讓自身評價降低。而後參加艾倫菲斯特與亞倫斯伯罕之間的奪礎迪塔後挽回名譽。
五年級時，因出借身體給時之女神呼喚羅潔梅茵，作為報答的祝福下回到四年級時重新向韋菲利特求婚，但被拒絕，因而理解到自己對韋菲利特的誤解，放棄求婚想法，決定留在領地以外交工作輔助哥哥。
克拉麗莎（聲：潘惠美）
戴肯弗爾格的女性上級貴族，尚武的文官，父親是奧伯的護衛騎士之一。
原本想就讀騎士課程，但因身材矮小無法通過選拔，不過仍持續參與騎士訓練。在爭奪休華茲、懷斯管理權的奪寶迪塔中，目睹身體矮小的羅潔梅茵大放異彩，引導艾倫菲斯特獲得勝利，而認定羅潔梅茵為自己該侍奉的主人。經常以管理領地書籍為名，與漢娜蘿蕾一起出席羅潔梅茵的茶會。
為了成為羅潔梅茵的專屬文官，想以與其上級近侍結婚的方式移居艾倫菲斯特，所以用戴肯弗爾格的女性「求婚方式」，強行推倒當時尚未有婚約的哈特姆特，要求他提出結婚的課題。哈特姆特提出以準備能取悦羅潔梅茵的物品為課題，她便收集了來自其家中、貴族院和艾倫菲斯特未有收錄的書籍寫本，獻給羅潔梅茵，正式成為哈特姆特的婚約者。
在貴族院畢業後，不待兩地領主發出許可證，未帶上送嫁的父母、侍從和行李，只帶上護衛騎士，便趕路至艾倫菲斯特，通過領界門時，引起3個領地（戴肯弗爾格、法雷培爾塔克和艾倫菲斯特）的貴族、平民士兵的騷動。被羅潔梅茵責備後，她曾提出要成為青衣巫女為羅潔梅茵效力，但羅潔梅茵考慮到名譽問題而被拒絕，改為協助在整備葛雷修、領主會議上的收集情報和應對工作，發揮出來自上位領地的文官獨到眼光。後來也自願獻名給羅潔梅茵，幫助她研究和調合的工作。
瑞德蒙
克拉麗莎的父親，奧伯・戴肯弗爾格的上級護衛騎士。
柯朵拉（聲：豐口惠）
漢娜蘿蕾的首席侍從，戴肯弗爾格的上級貴族。少數清楚知曉漢娜蘿蕾本性的貴族。曾為她製作時之女神的護身符，間接使她得到女神的庇佑。
肯特普斯（聲：小林裕介）
藍斯特勞德的上級見習文官兼堂弟，戴肯弗爾格出身，拉薩塔克的異母兄長。由於父親是領主的兄弟、領主一族的成員，所以他也是漢娜蘿蕾的堂兄，魔力量接近領主一族的標準。
少數清楚知曉漢娜蘿蕾本性的男性貴族，曾稱呼她為「愛哭鬼公主」，十分關心對方。由於明白她想遠離迪塔的關係，所以曾支持她去追求他領的領主候補生。在畢業前被領主夫婦選漢娜蘿蕾的未婚夫候補之一，為了得到參與搶婚迪塔的資格，接受斐迪南提議，在考完文官資格試後，一口氣挑戰完成所有騎士資格試。
拉薩塔克（聲：遠藤広之）
藍斯特勞德的上級見習護衛騎士兼堂弟，戴肯弗爾格出身，肯特普斯的異母弟弟。由於父親是領主的兄弟、領主一族的成員，所以他也是漢娜蘿蕾的堂兄，魔力量接近領主一族的標準。
典型的戴肯弗爾格男士，熱愛迪塔。與領地的騎士們一樣，自以為漢娜蘿蕾喜愛迪塔。在畢業前被領主夫婦選漢娜蘿蕾的未婚夫候補之一。
海斯赫崔（聲：關俊彥）
戴肯弗爾格的上級騎士，典型的戴肯弗爾格男士，騎士團團長的侄子。
自認與斐迪南以迪塔成為交心朋友，過去經常與他進行迪塔及一起搜集素材，也是少數知曉他過去被薇羅妮卡逼害的他領貴族。
斐迪南所持有的藍色披風原主人，該披風的護身魔法陣原為愛妻所刺繡的，因為用作迪塔的賭注而被斐迪南贏得。之後多次以貴重素材為誘，向斐迪南提出挑戰，皆以失敗告終，未能取回披風。
由於斐迪南在受貴族鄙視的神殿中任職神官長，再加上他缺乏艾倫菲斯特的內部情報和在亞倫斯伯罕的說詞（實為喬琪娜的情報操弄）下，認為斐迪南仍受到欺壓而聯同騎士們請求奧伯・戴肯弗爾格說服國王讓斐迪南離開艾倫菲斯特，導致斐迪南入贅至亞倫斯伯罕。之後，在領地對抗戰中得知斐迪南的未婚妻蒂緹琳朵為薇羅妮卡的外孫女，且斐迪南把披風還給他，才意識到自己不但沒有拯救斐迪南，反而送羊入虎口。
得知斐迪南中毒後，自願和騎士們在漢娜蘿蕾的指揮下參與艾倫菲斯特與亞倫斯伯罕之間的奪礎迪塔，為羅潔梅茵和斐迪南提供協助。
奧伯・戴肯弗爾格（聲：上田燿司）
藍斯特勞德和漢娜蘿蕾的父親，是典型的戴肯弗爾格男性，喜愛迪塔的熱血份子，也自認藉此與斐迪南結下友誼。曾多次為了與斐迪南、羅潔梅茵及其帶領的艾倫菲斯特見習騎士們進行迪塔，而不惜工本，把自家領地的歷史書新譯本出版權，甚至漢娜蘿蕾的婚事（嫁給韋菲利特作第二夫人）為賭注，但屢戰屢敗。
齊格琳德（聲：豐口惠）
奧伯・戴肯弗爾格的第一夫人，藍斯特勞德和漢娜蘿蕾的母親，是典型的戴肯弗爾格女性，充滿謀士的精明才幹和外交手段，負責抑制丈夫對迪塔過於衝動的行為，也有獨到的眼光。從漢娜蘿蕾先後借來的書籍中發現當中印刷術的妙處，極力推動與艾倫菲斯特合作出版有關自家領地之歷史和迪塔的書籍。
領主一族中理智的女性領導者，會認真教導漢娜蘿蕾如何以普遍貴族的方式應對社交和以上位領地的地位牽制其他大領地不合理對待下位領地的行為，然而經常苦於牽制一眾習慣以領地風俗及思維行事的丈夫和眾騎士。

### 多雷凡赫
奧爾特溫
多雷凡赫的領主候補生，奧伯和第一夫人的親生兒子，阿道芬妮的同母弟弟，萊蒂希雅的異母兄長，羅潔梅茵和韋菲利特的同級生。
在課業表現上相當優秀，成績僅次於羅潔梅茵，與韋菲利特彼此是競爭關係。也帶領多雷凡赫的同級生，在多項筆試中取得首日合格，緊追艾倫菲斯特的表現。
本身熱衷研究，不希望競逐領主之位，因阿道芬妮被父母要求嫁入王族，作為同母弟弟的他必須成為後盾的關係，而不得不與眾多兄弟姊妹競逐領主之位。
曾在姊姊阿道芬妮的要求下研究羅潔梅茵所贈送的絲髮精樣品，得出欠缺磨砂成份的失敗品。
對政治聯姻毫無危機意識，因此被成功離婚的姊姊阿道芬妮告知自己在毫不知情下被父親安排與新任君騰（艾格蘭緹娜）或女神的化身（羅潔梅茵）進行政治聯姻（兩邊都拒絕）而感到驚訝。還被阿道芬妮警告，如果不想被長輩們安排政治聯姻便要盡早了解領地的利益關係，並要對政治聯姻抱有危機意識。
阿道芬妮
多雷凡赫的領主候補生，奧伯和第一夫人的親生女兒，奧爾特溫的同母姊姊，萊蒂希雅的異母姊姊。
透過艾格蘭緹娜的介紹，與羅潔梅茵建立交情，十分喜歡她充滿知性和帶來各種新流行的一面，也多次在蒂緹琳朵面前維護她。對絲髮精、髮飾和其他流行物心感興趣，熱愛研究。曾利用羅潔梅茵贈送的絲髮精樣品讓奧爾特溫負責研究，得出欠缺磨砂成份的失敗品。
與第一王子席格斯瓦德政治聯姻成為其第一夫人，但兩人的關係不如理想。而且席格斯瓦德的第二夫人剛經歷懷孕、生育、哺乳的階段，按照貴族慣例，丈夫不宜再和其他女性有性關係，以免影響孩子的魔力量成長，所以她和席格斯瓦德的一年婚姻內甚至沒有夫妻之實。雖然阿道芬妮曾提議按照貴族慣例，把婚期延遲一、兩年，但被他用「難以再擁有艾倫菲斯特聖女祝福的星結儀式」為由，拒絕把婚禮改期。後來，席格斯瓦德在結婚後不久完全沒有考慮她的感受，便提出再娶羅潔梅茵為第三夫人，而更厭惡對方，因而暗中製作離別女神的護身符祈禱。
貴族院戰後席格斯瓦德失去王族地位降級為新領地的領主，而立即以多雷凡赫無法與王族結親得到利益為由提出離婚，並得到土地補償。預定成為基貝，並參考羅潔梅茵所構思的圖書館都市，建立研究都市。此外還警告奧爾特溫，如果不想被長輩們安排政治聯姻便要盡早了解領地的利益關係，並要對政治聯姻抱有危機意識。

### 其他領地
盧第格
法雷培爾塔克的領主候補生。韋菲利特四兄妹和蒂緹琳朵的表哥，把羅潔梅茵也視為表妹。由於父母與齊爾維斯特夫婦皆有兄弟姊妹的血緣關係，所以長相與韋菲利特十分相似。
在羅潔梅茵的建議下，以領主候補生的身份出席神殿儀式，以自給自足的方式解決了領地魔力不足的問題。
露辛達
格里森邁亞的領主候補生，夏綠蒂的同級生兼好友。在阿道芬妮主辦以上位領地為主的女性茶會上，認識羅潔梅茵。對艾倫菲斯特的流行深感興趣。參考羅潔梅茵和夏綠蒂的建議，在思達普上附上了母系紋章。
康拉汀
高斯博第的領主候補生，奧伯和第三夫人之子，韋菲利特的同級生。經常出席奧爾特溫舉辦的茶會，並進行加芬納比賽。
達威特
藍登塔爾的領主候補生，韋菲利特的同級生。經常出席奧爾特溫舉辦的茶會，並進行加芬納比賽。
安塞姆
菲里妮和羅德里希的同級生，畢斯曼的中級見習文官。

### 中央

#### 貴族院教職員
赫思爾（聲：田中敦子、渡邊明乃）
艾倫菲斯特的舍監，文官課程教師，負責魔導具方面課程，斐迪南的師父。
擁有作為教師的有教無類精神，不分學生的出身，只要認同他們的研究精神和天賦，就收為徒弟。但最大的缺點是，經常沉醉於研究工作，而忘記了教師和舍監的工作，更忘記了基本生活作息，研究室總是亂糟糟的。
對斐迪南的徒弟羅潔梅茵抱有很大的期待，讓她擔任自己的助手，並幫助她進行與圖書館有關的魔導具、魔法陣等研究。亦受斐迪南所託，特別照顧經常惹麻煩的羅潔梅茵。
因庇護斐迪南而被薇洛妮卡的手下中飽私囊了給舍監的補助金所以鮮少處理宿舍的事情，後齊爾維斯特提出希望給予補助金，但在羅潔梅茵畢業前暫時拒絕。
賈鐸夫
多雷凡赫的舍監，文官課程教師，也是負責魔導具方面課程。對羅潔梅茵和其帶來的流行事物深感興趣，特別是植物紙。多次邀請羅潔梅茵及艾倫菲斯特的見習文官與多雷凡赫一起進行相關的研究。
普琳蓓兒
庫拉森博克的舍監，教授宮廷禮儀、思達普的操作。
洛飛（聲：山下誠一郎）
戴肯弗爾格的舍監，騎士課程的熱血教師。由於羅潔梅茵婁創佳績，所以經常找機會讓她帶領艾倫菲斯特見習騎士與戴肯弗爾格見習騎士進行迪塔，甚至曾極力推廌她修讀騎士課程，但被斐迪南以其身體狀況不佳為由拒絕。
傅萊芮默（聲：渡邊明乃）
亞倫斯伯罕的舍監，文官課程教師，主要負責情報方面課程。
在騎獸課程時，羅潔梅茵的騎獸外形過於異常而導致她昏厥，因此特別針對羅潔梅茵，經常故意找機會讓羅潔梅茵及其帶領的艾倫菲斯特學生無法通過貴族院考試，以企圖降低艾倫菲斯特的領地排名；但由於羅潔梅茵的非一般教育方針，加上其他貴族院教師們對她的賞識和支持，所以眾人皆能逐一破解她的陷阱。
羅潔梅茵在四年級「卧病在床」（失蹤）時，於領地對抗戰中因懷疑羅潔梅茵死亡而出言不遜，而被王族與教師一致同意將她解任並送回亞倫斯伯罕。
鮑琳
法雷培爾塔克的舍監，音樂教師。十分欣賞帶來各種流行新曲的羅潔梅茵，也認識音樂成績優秀的艾格蘭緹娜、斐迪南和飛蘇平琴高手的克莉絲汀妮。經常和其他音樂教師們借着茶會招待優異成績的學生們，也會互相交流情報，收集新曲。
朗納杜斯
哈夫倫崔的舍監，騎士課程的最高齡教師。
索蘭芝（聲：長谷川暖、宮澤清子）
管理貴族院圖書館的中級貴族，出身庫拉森博克，居住在圖書館內管理員專用的宿舍。
十分喜歡愛讀書的羅潔梅茵，因為她成為了圖書館魔導具休華茲和懷斯的主人，所以同意她成為義務的圖書委員和招募志同道合的友人（主要是提供魔力給休華茲和懷斯），也有出席她在圖書館的會客室開辦的茶會，以及借出圖書館的魔道具資料及館藏目錄。對羅潔梅茵出借的新式書籍深感興趣。
卡特琳
索蘭芝的侍從，中央的下級貴族，出身庫拉森博克。
休華茲、懷斯（聲：小原好美（休華茲）、中原麻衣（懷斯）／本渡楓（休華茲）、石見舞菜香（懷斯））
貴族院圖書館的魔導具，由君騰・芮荷希特勒所製造的魔導具，所以為王族的遺物，有著蘇彌魯外型並會移動、說話及幫忙工作，身高跟洗禮式前的孩童差不多，因外觀相當可愛，受到不少女學生喜愛，專程為了看它們而來貴族院圖書館。實際上是君騰・芮荷希特勒為監視君騰候補而製作出來的，假如發現王族以外的人取得王書便會通知君騰。

#### 王族近侍
勞布隆托（聲：關俊彥）
中央騎士團長，國王的護衛騎士，因出身第一夫人原領地的領主一族旁系成員(上級貴族)而獲得信任。剛轉籍中央時，曾為外國公主們居住的離宮護衛，原未婚妻是斐迪南血緣上的阿姨(生母的妹妹)，從斐迪南的長相(與生母、舅父相似)得知其真正的身世，藉此向王族誣告他有謀反的可能性。實為報復斐迪南及王族，因為身為「花」（離宮負責生育孩子而不能結婚的「公主」/交際花）的生母為了代替他變成魔石（死亡），連累身為「蕾」（「花」的候補人選）的原未婚妻得「繼承」其位置，令兩人婚約告吹，更因政變肅清。內心一直奉現任蘭翠內維國王（斐迪南血緣上的舅父）為主。
歐斯溫
亞納索塔瓊斯的首席侍從。
阿度爾（聲：內田雄馬）
錫爾布蘭德的首席侍從，中央的上級貴族。是第一夫人為了加深自己影響力而安排自己娘家領地出身的中央貴族成為庶子的近侍之一。
由於第三王子沒有被父母期待成為繼承人，缺乏王族意識，加上初到貴族院時尚未出席首次亮相，所以本來打算讓他儘量迴避社交場合。然而，由於羅潔梅茵無心插柳的關係，令他苦於阻止第三王子在社交上不當發言。在結局中因誤信勞布隆托的謊言使主人犯下大錯，遭到解僱及罰其供應魔力一段時間給魔力不足的领地。
丹克瑪
錫爾布蘭德的文官。

#### 中央神殿
雷利吉歐（聲：井上和彥）
中央神殿的神殿長，聖典原理主義者。在驗證聖典的會議上，得知自己的魔力適性和魔力量遠低作為地方神殿長的羅潔梅茵，並對於中央神官長提出讓羅潔梅茵取代他成為神殿長一事心感不滿。
以馬內利（聲：森川智之）
中央神殿的神官長，聖典原理主義者。被哈特姆特稱為狂信徒，嚴重缺乏貴族社會的知識。主張按照聖典規定行事，內心不想承認沒有王書的國王，但因當時無人能找出王書，而迫於無奈接受現實。

#### 王族
席格斯瓦德（聲：梅原裕一郎）
王族，第一王子，國王與第一夫人之長子，娜葉拉耶的丈夫。雖然已有一妻一子，但是仍期望娶其他出身上位領地、魔力高、成績優秀的領主候補生為第一夫人。（因為娜葉拉耶和母后出身中領地，無法足夠支持他成為下任國王。）在王族教育下，缺乏對上位者應有的禮儀和態度，習慣要求他人完成自身意願，卻不考慮他人的感受和處境。
和阿道芬妮政治聯姻，為此早就要求娜葉拉耶以讓出第一夫人的地位的前提下結婚，但與阿道芬妮的婚姻生活不美滿，以娜葉拉耶產子及哺育，不能染上其他夫人的魔力為由，婚後一年內必須分居(離婚時兩人仍沒有夫妻之實)。雖然阿道芬妮曾提議按照貴族慣例，把婚期延遲一、兩年，但被他用「難以再擁有艾倫菲斯特聖女祝福的星結儀式」為由，拒絕把婚禮改期。因為本身偏愛娜葉拉耶，也不習慣為他人著想的王族思維，以致遭到阿道芬妮厭棄，最終離婚及割讓一部分鄰近多雷凡赫的領土作為賠償。在結局中成為新領地「康林兹丹姆」的領主。在外傳中為了求娶第2位「女神化身」漢娜蘿蕾而故意挑起各處紛爭。
娜葉拉耶
席格斯瓦德的妻子，育有一子。出身中領地，受到丈夫的偏愛和重視。雖然是戀愛婚姻，但為了丈夫的前程，在結婚前就答應他，將第一夫人的位置讓給出身大領地的領主候補生。
在兒子剛度過哺乳期後，曾經替懷孕中的艾格蘭提娜擔任領主候補生課程的代課老師及相關王族職務。
亞納索塔瓊斯（聲：山下誠一郎）
王族，第二王子，國王和第一夫人的次子。在羅潔梅茵入學前，已經聽聞哈特姆特宣揚的「聖女」傳說，但對此半信半疑。後來經常負責收拾由羅潔梅茵屢次引發事端的麻煩。
十分愛慕艾格蘭緹娜，但礙於身分以及貴族特有的迂迴說話方式使得真心無法傳達。在羅潔梅茵的建言下終於與艾格蘭緹娜坦誠相待並心意相通。
在畢業儀式的奉獻舞中扮演黑暗之神的角色，一度被羅潔梅茵指出其舞姿與艾格蘭緹娜不相襯而下番苦功努力練習。兩人在畢業後的領主會議中結婚。是一個深愛妻子的人，願意為她放棄王位繼承權，並拒絕納妾。在結局中以王夫身份及擔任領主候補生課程老師輔助妻子治理國家。
錫爾布蘭德（聲：本渡楓）
王族，第三王子，藍斯特勞德和漢娜蘿蕾的表弟。由於已有兩位成年的兄長，加上出身大領地的母親刻意不參與政事（故選擇當第三夫人，而非擔任第一夫人），所以不被父母期待成為繼承人，作為臣子養育，也缺乏王族意識和教育。在第二王子畢業後，剛完成洗禮式的他就因王族人手不足，而作為王族代表被派駐貴族院，且把羅潔梅茵和夏綠蒂認錯。後受到羅潔梅茵的邀請，成為義務的圖書委員。
由於對羅潔梅茵抱有好感，而對被長輩安排與萊蒂希雅訂下的婚約感到不滿，因而受到勞布隆托的煽動以取得王書，藉此取消婚約並為父王提供協助。被勞布隆托的謊言所騙，擅自取得和舊世代一樣的劣質思達普而永久失去取得王書的資格，以及沒保管好君騰交托，能開啟最深之間的魔石而間接令敵人蘭翠內維的貴族取得思達普。
在結局中成為新領地「普鲁梅菲德」的領主候補生。在外傳中接納表姊漢娜蘿蕾的建議，和未婚妻萊蒂希雅逐漸建立交情。
瑪格達莉娜（聲：田村睦心）
君騰・特羅克瓦爾的第三夫人，錫爾布蘭德的母親，奧伯・戴肯弗爾格的同母妹妹。斐迪南在貴族院時期的同級生。典型的戴肯弗爾格女性，擅長戰鬥和閱讀古文，擁有謀士的眼光。
以前曾因自領騎士們的請願而被父親安排與斐迪南訂婚（未有正式舉行過訂婚儀式），但因她本來喜歡當時尚為第五王子的特羅克瓦爾，加上以戴肯弗爾格的思維看不慣擁有充足實力的斐迪南卻不反抗嫡母薇羅妮卡的欺壓，所以擅自向特羅克瓦爾「求婚」，並以雙方在政變的利益為交換，獲得父母的同意後結婚。基於不想影響政局的關係，選擇成為第三夫人，並以戴肯弗爾格的方式去教育兒子，希望他能作為臣子輔助父兄。
在結局中，因為原第一夫人罗芙莉妲曾推薦自己出身領地的旁系勞布隆托為中央騎士團團長，間接引致蘭翠內維入侵，接受懲罰降為第三夫人；加上丈夫需要大領地戴肯弗爾格的支持，而成為新領地普鲁梅菲德的領主第一夫人。
特羅克瓦爾（聲：森川智之）
當代尤根施密特國王（第一部至第五部後期），君騰・特羅克瓦爾。
前任國王的第五王子。自小以臣子為目標教育，政變前僅為貴族院的領主候補生課程教師。
因母親出身中領地，以致魔力不足夠擔任君騰，加上長年工作壓力和供給魔力而導致身體欠佳，對王位沒有太大執着。
已有3位妻子和3位王子，也曾有一位年幼的公主於政變中被前第四王子餘黨綁架撕票而進行肅清。當中只有第三夫人出身大領地戴肯爾弗格，但因對方不想影響王位繼承的政局，而繼續保留另外2位夫人的地位不變。雖然在之前的政變中成功爭奪王位，但是沒有王書而不能重新劃分領地和啟用國界門，以致他只能委任其他領地管理，被戰敗組的領地貴族和中央神殿稱為「偽王」。加上歷代國王自貴族院遷移王宮已久，疏忽神事，以致他和王族疲於奔命地供給的魔力多半無法傳送入國家的基礎魔法；以及從各領地調走大量貴族和神官、巫女至中央，補充政變中失去的人力資源和魔力，使全國皆有魔力不足的問題，陷入連諸神都不能忽視的毀滅危機。
在蘭翠內維入侵中央戰中，被勞布隆托下毒而放棄守礎，嚴重失職而自願退位，並向斐迪南和羅潔梅茵下跪認錯，差點害王族全部終身囚禁白塔。最終因兒媳兼侄女艾格蘭提娜接下君騰一職，為避免政局混亂而隱瞞王族錯失，並被安排成為新領地普鲁梅菲德的領主。

## 第五部 女神的化身

### 艾倫菲斯特
繆芮拉
中級見習文官，出身舊薇羅妮卡派系的貴族子弟。
在肅清期間，她得知本來不用處刑的養父把自己返還給親生父母，而且親生父親基貝・巴賽爾因獻名給喬琪娜遭到處刑，因此她必須向領主一族獻名。由於喜歡閱讀戀愛小說的關係，所以希望獻名給艾薇拉，最終獲得領主許可，在成年前短暫擔任羅潔梅茵的獻名近侍，並在畢業後轉為獻名給艾薇拉。
谷麗媞亞（聲：長繩麻理亞）
中級見習侍從，魔力偏低，原為舊薇羅妮卡派的貴族子弟，親生父母為青衣神官和青衣巫女，因政變特殊政策而勉強達到貴族魔力最低的門檻，以舅父母名義上的女兒洗禮成為貴族，但仍常常受家族成員歧視、冷落和欺負。更被養父母安排在成年後成為基貝・威圖爾及其長子弗洛登的愛妾，長媳貝緹娜的侍從，後因基貝・威圖爾一家遭到處刑而免於一劫。
後來為了脫離家族，自願獻名給會善待孤兒和平民的羅潔梅茵，成為其專屬待從。
巴托特
中級見習文官，隸屬舊薇羅妮卡派，馬提亞斯的表哥。因其父母獻名給喬琪娜遭到處刑，而必須向領主一族獻名，故選擇獻名給曾由薇羅妮卡撫養的韋菲利特。
對改變派系的韋菲利特心懷不滿，因此表面上透過獻名顯示忠誠，但實際上是離間他和羅潔梅茵、蘭普雷特之間的關係，間接導致他完全得不到萊瑟岡古派的信任，放棄下任領主之位。被領主夫人發現其報復行動後，和妹妹卡珊朵拉一起遭軟禁於城堡。
卡珊朵拉
中級見習侍從，隸屬舊薇羅妮卡派，巴托特的妹妹，因其父母獻名給喬琪娜遭到處刑，而必須向領主一族獻名，獻名給夏綠蒂。在艾倫菲斯特保衛戰期間，因兄長離間主人韋菲利特及身邊的人關係，間接使其廢嫡及降級為基貝，故而遭到連坐軟禁。但領主夫人為免所有舊薇羅妮卡派的貴族子弟受到牽連而減少領地魔力量，所以並沒有打算因其兄長之過而嚴懲她。
媞貝塔
中級貴族，隸屬舊薇羅妮卡派，巴托特與卡珊朵拉的妹妹。肅清後，在神殿兼任保留貴族身份的青衣巫女。
貝特朗
勞倫斯的異母弟弟，基貝・威圖爾與第二夫人之子。生母已經過世，本來打算由勞倫斯的母親（第一夫人）在洗禮式上正式領養，但因父親向喬琪娜獻名而受到牽連，被送入神殿孤兒院。
一開始不接受從貴族子弟變成孤兒的落差，不太願意為工坊工作和在森林中搜集食物，也不太接受使用舊物，但得知有返回貴族社會的特殊機制後，便努力讀書和練習飛蘇平琴。在通過領主的面試後，以齊爾維斯特為監護人，在冬季社交界的洗禮儀式上重新成為中級貴族，兼任見習青衣神官，並需要在成年時向領主一族獻名。
クラペッヒ
青衣神官。

### 亞倫斯伯罕
法緹亞
亞倫斯伯罕的上級見習文官。舊孛克史德克的上級貴族，蒂缇琳朵的近侍。
休特朗（聲：上田燿司）
亞倫斯伯罕的騎士團長。被蒂緹琳朵免職騎士團長後，成為斐迪南的護衛騎士。
亞絲娣德（聲：金元壽子）
奧伯・亞倫斯伯罕和喬琪娜的長女，蒂緹琳朵的同母姊姊。為了替母親拉攏已故的第二夫人勢力，下嫁給異母兄長布拉修斯，並降為上級貴族。兩人育有一女蓓妮蒂塔。個性柔弱，習慣聽從母親的指示。
在第五部中參與母親及蒂緹琳朵的謀反計劃，代替妹妹以自己的魔力染礎，成為領主(不獲王族承認)。但自己本意打算在計劃成功後，把領主之位讓給丈夫布拉修斯。
布拉修斯
奧伯・亞倫斯伯罕和第二夫人的兒子。因母親出生戰敗領地舊孛克史德克而受到牽連，降為上級貴族。
與異母妹妹亞絲娣德聯姻，原本打算讓他們的孩子蓓妮蒂塔過繼給異母弟弟渥夫勒姆（原定為下任領主）或異母妹妹蒂緹琳朵（中繼領主），成為領主候補生。但因渥夫勒姆意外離世和過繼萊蒂希雅的事件，使他期望落空。故挺而走險，帶領母親的支持勢力（包括舊孛克史德克的貴族），參與蒂緹琳朵和喬琪娜的謀反計劃，企圖讓自己一家重新成為領主一族的成員。
蓓妮蒂塔
亞絲娣德和布拉修斯的女兒，奧伯・亞倫斯伯罕和第二夫人的孫女，喬琪娜的外孫女，年幼到未進行洗禮儀式。
璐思薇塔
萊蒂希雅的首席侍從，被蒂缇琳朵與雷昂齊歐殺害而變成魔石。
菲亞吉黎
萊蒂希雅的見習侍從，休特朗的女兒。

### 其他領地
勞爾塔克（聲：梅原裕一郎）
戴肯弗爾格中實力最強的見習騎士，需要勞倫斯跟托勞戈特聯手才能將他擋下，羅潔梅茵評價他就像是將棋的龍王一樣，實力與他人有很大差距
珍希安娜
庫拉森博克的領主候補生，奧伯•庫拉森博克與第三夫人的女兒，艾格蘭提娜的表妹。
蕊兒拉娣
約瑟巴蘭納的上級見習文官，與菲里妮同年。
為了取得與羅潔梅茵有關的情況，多次出席女性茶會和參與徵求故事、書籍的徵章工作，因此與文官菲里妮建立交情，更與同為戀愛故事愛好者的繆芮拉成為朋友。
積極想與艾倫菲斯特的上級貴族聯姻，借了以古文書寫的戀愛故事書給羅潔梅茵。
夢蓮露意
英蒙丹克的領主候補生。提出參與羅潔梅茵及戴肯弗爾格有關神事的共同研究，但因魔獸襲擊失去過多貴族子弟，導致領地無能力製作足夠的回復藥來參與中小領地聯合隊挑戰戴肯弗爾格的奪寶迪塔，所以選擇退出研究。
費雅琴麗
約瑟巴蘭納的上級見習文官。蕊兒拉娣的姐姐，領主候補生的近侍，與蕊兒拉娣和露絲桃妮一起參加戴肯弗爾格與艾倫菲斯特的共同研究。
露絲桃妮
約瑟巴蘭納的上級見習文官。與費雅琴麗和露絲桃妮一起參加戴肯弗爾格與艾倫菲斯特的共同研究。

### 中央
歐丹西雅（聲：中島愛）
庫拉森博克出身的中央貴族，上級文官，勞布隆托的第一夫人，因受中央騎士團長與國王的請求而前往貴族院擔任上級圖書館員兼教師。政變前本為前第二王子兼君騰繼承人沃迪弗里德的文官，負責修復及管理離宮的文書資料。因政變中失去主人，被前任奧伯•库拉森博克介紹和中央騎士團長結婚，以加深領地和君騰之間的交情。
和索蘭芝深入交談後，理解到王族和丈夫對羅潔梅茵有不少誤解，同時也在工作中找回以前的熱情，並主動對睿智女神宣誓成為「知識守護者」。
後來因替第二王子調查「席朗托罗莫之花」資料時，被丈夫認為知道太多和蘭翠內維離宮的事而被滅口。
依德莉娜
歐丹西雅的侍從。
荻蜜拉
歐丹西雅的侍從，從娘家陪嫁一直服侍至今，也跟隨她前往貴族院圖書館管理員宿舍工作。討厭心中一直有「前未婚妻」的勞布隆托，和主人一起被滅口。
洛亞里提
中央騎士團的副團長。
歐德昆斯
多雷凡赫出身的中央文官，阿道芬妮與第一王子席格斯瓦德的星結儀式過後成爲阿道芬妮的近侍，莉茲貝特的哥哥。後來隨著主人離婚，便一起返回多雷凡赫。
莉茲貝特
阿道芬妮的近侍，歐德昆斯的妹妹。
柯蒂斯（聲：岡井カツノリ）
中央神殿的青衣神官，負責輔助歷任中央神殿長工作的青衣侍從。討厭和勞布隆斯一起合謀殺害前中央神殿長雷利吉歐的伊馬內利，因此在斐迪南和第二王子前來捉拿伊馬內利和銷毀蘭翠內維國王的登記證時，主動提供協助，並和哈特姆特合作主導之後的君騰繼任儀式。日後搬遷回貴族院協助新任君騰兼中央神殿長艾格蘭提娜工作。
梅尔吉特（聲：遠藤広之）
亞納索塔瓊斯的護衛騎士。
瓦拉瑪莉娜（聲：田村睦心）
勞布隆托的原未婚妻兼前任主人之一，傑瓦吉歐同母異父的妹妹，斐迪南血緣上的阿姨(生母的同母異父妹妹)，生父是舊孛克史德克領主。原本僅為離宮兰柏莱亚家族的「花蕾」(「花」的後備，表面身份為旁系公主)，極力爭取到與護衛騎士勞布隆托訂婚(兩人的魔力有差距)，卻因姊姊(斐迪南的生母)代替斐迪南死亡成為魔石，所以她被迫廢除婚約，成為離宮的「花」，後又因王族肅清而一併被處刑。

### 蘭翠奈維
雷昂齊歐（聲：內田雄馬）
蘭翠奈維國王基亞弗雷迪的孫子，蔻拉莲耶家族的王子。和蒂提琳朵、喬琪娜勾結，殺害萊蒂希雅的近待們，並借刀殺人般企圖讓斐迪南死亡。同時綁架大量貴族女性（包括萊蒂希雅及其倖存的護衛騎士），打算把她們帶回故鄉作生育工具，並引來故鄉的軍隊入侵亞倫斯伯罕和中央。此外，他也打算取得思達普後，奪取蘭翠奈維的下任王位（因為原來的候補打算成為尤根施密特的君騰，故作為擁有思達普的王族，有資格成為下任國王）。
傑瓦吉歐（聲：玄田哲章）
蘭翠奈維的國王，出生於貴族院離宮兰柏莱亚家族的王子，原名「泰爾劄」，以尤根施密特旁系王族身分登記並獲得思達普。長相與斐迪南相似，為中央王族的傳統長相，但比較年長，實為斐迪南血緣上的舅父(生母的同母弟弟)。生父是上代尤根施密特的君騰，所以他和現任君騰特羅克瓦爾是同父異母的兄弟。原名是泰爾札。妻子分別是前國王的女兒兼蔻拉莲耶家族的公主，以及悬汀思家族的女兒，後者更為受寵，已有多名子女和孫子。
為阿妲姬莎之實中魔力最多之人，所以接受旁系王族教育回到蘭翠奈維成為國王。
與喬琪娜、勞布隆托等人合謀企圖取得尤根施密特君騰之位，並取得古得裏斯海德成為君騰候補。在君騰競賽中被斐迪南暗算破壞掉名牌失去思達普被關在國境門，後被新任君騰艾格蘭提娜夫婦和他們的護衛騎士們捉拿，終生關禁白塔。
本作中人族魔力量最高，因蘭翠奈維需以一人之力支撐國家白色建築，如果不拼命壓縮魔力就會導致國家滅亡。但由於在成長期間負責教育的旁系王族刻意引導他傾向學習蘭翠內維有關知識，以及禁止和其他貴族院學生接觸，加上蘭翠內維沒有具備魔力的本土魔物和植物，所以不擅長調合藥水或畫魔法陣等許多普通尤根施密特貴族皆知道的常識。

基亞弗雷迪
蘭翠奈維的前任國王，蔻拉莲耶家族的離宮公主所出，傑瓦吉歐的養父兼岳父，把女兒嫁給傑瓦吉歐但不受寵愛，沒有前往尤根施密特參與入侵中央的戰爭。

## 其他人物

### 日本
本須麗乃的母親（聲：／早水理沙／曾秀清(TVB)）
初登埸於第一部（動畫與漫畫為第二部）。愛好各種手工藝和新菜式，為了轉移麗乃的注意力而硬拉着她一起製作，但總是半途而廢，把半成品扔給麗乃完成。
小修
初登埸於第一部（沒有於動畫與漫畫中登場），與麗乃同齡的青梅竹馬。稱麗乃為「愛書妖怪」，經常被捲入麗乃因為書所引起麻煩中，甚至希望她身處沒有書的世界中，受到無法看書的折磨。

### 故人
指在作品中提起該人士時（第一部時間點開始），該人士已經逝世，僅能從人們的對話、回憶或文獻中被提起。

#### 平民
莉絲
家族也是經營商會，期望能成為商人。由於繼承人是其兄長，所以父親安排她去奇爾博塔商會的工坊當見習裁縫。聽到米兒達能同時擔任裁縫兼商人，便向父親請求相若待遇。後來班諾的父親提議讓她在奇爾博塔商會任職都帕里，終於達成夢想。
班諾的戀人和婚約者，因身蝕而過世，魔力量很低，在第二性徵發育期開始發作，13歲時承受不住魔力而病死。這也是班諾為何對身蝕特別了解的原因。

#### 青衣巫女
瑪格麗特
艾倫菲斯特神殿前任孤兒院長，青衣巫女。以孤兒院長身份及自身利益管理孤兒院，並把院長室設置在男子宿舍以方便招覧美少年灰衣神官，強迫對方與自己發生關係。法藍就是當中的受害者。後來因曾與灰衣神官發生關係而無法還俗及回到貴族社會，最後自殺。

#### 貴族
羅潔瑪麗
設定上是羅潔梅茵的生母，卡斯泰德的第三夫人，出身為中級貴族卻有豐富的魔力，加上較兩位夫人年輕和貌美的關係，亦不是政治聯姻，因而得到丈夫的青睞和寵愛。雖然兄長喬伊索塔克是立場偏向薇羅妮卡派的中立派貴族，但是因中級貴族的出身而常常遭到第二夫人及其娘家家属刁難，鬱鬱而終，得年二十歲。
卡斯泰德為紀念她而替兩人設定上的女兒梅茵改名為「羅潔梅茵」。由於她的髮色和瞳色與梅茵相同，所以包括其兄長在內的大部份貴族皆對兩人的「血緣關係」沒有懷疑。
海德瑪莉
獻名給斐迪南的上級文官兼調合助手，艾克哈特的妻子，羅潔梅茵設定上的大嫂。
兩夫婦皆十分仰慕斐迪南。其家庭背景與菲里妮相似，被入贅的父親、繼母及同父異母的弟妹所驅逐，故而把繼承的家產都全數帶走，並把書籍都獻給斐迪南，存放在其家中。
在懷孕期間因與艾克哈特一起被人下毒，但艾克哈特倖存下來，而海德瑪莉連同腹中孩子一起死亡，讓艾克哈特因妻子的死別再加上斐迪南進入神殿而大受打擊。
亞德貝特（聲：星野充昭）
第6任艾倫菲斯特領主——奧伯・艾倫菲斯特。
喬琪娜、康絲丹翠、齊爾維斯特和斐迪南的父親，薇羅妮卡的丈夫，波尼法狄斯的同母弟弟。在多年前中央政變時期臥病在床，於第一部開始前已病逝。
小時候身體比較虛弱、也較為年幼的關係，其兄長波尼法狄斯曾接受過完整的領主教育，但因兄長希望成為騎士，不適合從政，所以最終由他接任領主之位。同時，由於其妻子的薇羅妮卡派系也因其地位提升的關係，擁有足夠的資本和萊瑟岡古派對立。
後來在時之女神的指引下得知斐迪南會為領地帶來益處，而不顧波尼法狄斯反對從阿妲姬莎離宮收養斐迪南。
特蕾西亞
菲里妮和康拉德的母親，生前為家族的女性家主。
伊繆荷黛（聲：寺崎裕香）
第5任奧伯・艾倫菲斯特與第二夫人之女，領主候補生，亞德貝特和波尼法狄斯的異母妹妹，齊爾維斯特的姑姐。因身體虛弱的緣故沒有出嫁，一直居住貴族街，輔助領主一族的工作。
斐迪南位於貴族街的住家即為伊繆荷黛的故居，在斐迪南被亞德貝特領回時，讓斐迪南與伊繆荷黛同住，並且由伊繆荷黛負責照顧他。原本預定斐迪南進行洗禮時由伊繆荷黛擔任母親角色，並由她成為前任領主名義上的第二夫人，讓斐迪南獲得第二夫人之子的身份。但在洗禮儀式前病故，所以斐迪南洗禮儀式上僅有前任領主亞德貝特以「父親」身份出席，以愛妾所出的私生子名義洗禮。事後斐迪南懷疑伊繆荷黛的死與薇羅妮卡有關。
伊繆荷黛的住家由斐迪南繼承，後來斐迪南在前往亞倫斯伯罕前贈予羅潔梅茵作為私人圖書館。
賽拉迪娜
斐迪南的親生母親，名義上是第6任奧伯・艾倫菲斯特亞德貝特的愛妾。蘭翠奈維現任國王同母異父的長姊，由於彼此生父來自中央王族，兩人長相十分相似。
真正身份是外國王族旁系兰柏莱亚家族的公主，居住在貴族院的蘭翠奈維離宮，生父是中央旁系王族成員。為了讓兒子逃離一劫，替他喝下即死藥而變成魔石，以補足送回故鄉的魔石數量（死去的王子數目）。
葛蕾琴
昔日領主一族的成員，第3任奧伯・艾倫菲斯特的長女，第4任奧伯・艾倫菲斯特的同母妹妹，亞德貝特和波尼法狄斯的姑姐，是黎希特首位服侍的主人兼親戚。
嘉柏耶麗
第1任葛雷修伯爵——基貝・葛雷修的第一夫人，薇羅妮卡和拜瑟馮斯的母親，亞倫斯伯罕的領主候補生，前任奧伯・亞倫斯伯罕的妹妹，齊爾維斯特的外婆。由於在就讀貴族院期間，看中了當時一位艾倫菲斯特的領主候補生（第1任基貝・葛雷修），便強行用領地勢力施壓，下嫁於他，並強逼前任基貝・萊瑟岡古之女讓位當第二夫人。就王族與大領地領主的視點來看，她的行動是讓艾倫菲斯特領與亞倫斯伯罕領維持關係，卻最終埋下了派系對立的火種。
基於不習慣領地的風俗文化，不願融入當中，而帶來亞倫斯伯罕的文化產物，並強逼近侍及其後代獻名給自己及子孫，建立以中級貴族為主的派系，與上級貴族為主的萊瑟岡古派對立。派系鬥爭促使第4任奧伯・艾倫菲斯特為了息事寧人，而把她的丈夫降為上級貴族，分封葛雷修給一族管理，令她與領主夫人之位失之交臂。同時也換取了自己的女兒會成為領主第一夫人的承諾。
她生前既得不到在亞倫斯伯罕的親人幫助，也不受丈夫所愛。長子英年早逝，么子拜瑟馮斯因魔力不高而被送入神殿，而她也因難產而離世。其女薇羅妮卡則繼承其建立的派系。
渥夫勒姆
格傑弗里德和喬琪娜的長子，亞倫斯伯罕的領主候補生，蒂緹琳朵的同母兄長，已過世。
在中央政變後，由於出身戰敗領地的第二夫人所生的兄弟們全部受到牽連，被降為上級貴族，所以一度成為下任領主的最佳人選。喬琪娜為此把長女（蒂緹琳朵的同母姊姊）下嫁給異母兄弟，並答應將來由他收養兩人所生的外甥女，藉此吸納第二夫人的派系勢力。
然而，他意外去世的關係，打斷喬琪娜的如意算盤，並導致亞倫斯伯罕只剩下蒂緹琳朵1位領主候補生。最終奧伯・亞倫斯伯罕與原第一夫人在眾多他領的外孫子女中，收養萊蒂希雅。
克雷門斯
傅萊芮默的前任文官課程老師，於政變肅清中被處刑。
葛莉賽達
貴族院教師，於政變肅清中被處刑。

#### 王族
初任君騰
本名不詳，尤根施密特第1任國王兼中央神殿長。
天生具備大量魔力但難以控制，直至取得思達普才能運用自如。後來更取得了王書「梅斯緹歐若拉之書」，並在諸神的幫助下建立了尤根施密特，成為第1任國王兼中央神殿長。
初任君騰在製作神殿長聖典時，不但把成為國王的線索藏在神殿長聖典裡，還讓子孫們與各領主一族通婚、使各領地的領主候補生任職自領的神殿長，使斐迪南藉此推測初任君騰想讓繼承自身血脈的領主候補生們互相競爭，從中選出實力優秀的君騰候補成為下任國王。
加藍索克
君騰。因為他愛好鬥爭的危險思想，而無法通過金色蘇彌魯的篩選，不能進入創始之庭取得王書「梅斯緹歐若拉之書」。然而，後來他在睿智女神的神像灌注魔力，使其思達普能變成王書的外觀、再到地下書庫的深處把君騰的必要知識抄寫在自己的王書中，成為首名沒有「梅斯緹歐若拉之書」的君騰，並把自己成為王的方法公開，導致國家的王權鬥爭的規模擴大，也使巡迴祠堂的君騰候補受到排擠。
芮荷希特拉
君騰，王族的始祖。持有真正的王書「梅斯緹歐若拉之書」。因為不希望每次王位繼承時都出現大量死傷，而限制君騰候補的人數，只允許自己的族人以君騰候補身份求取王書「梅斯緹歐若拉之書」，還製作出蘇彌魯魔導具（休華茲和懷斯）並放置在圖書館裡進行監視，假如發現有族人以外的君騰候補嘗試取得王書便將其排除處分。
雖然王權鬥爭的規模縮小，但王族之間仍出現鬥爭甚至發生政變。斐迪南因而批評她過分相信自己的子孫後代。
休邦克海德
君騰。因為其兄弟們在王權鬥爭中兩敗俱傷，使其能成為下任君騰。時任君騰為了讓身體虛弱的休邦克海德能舉行必要的神事儀式，而把中央神殿從聖地搬到王宮附近，導致日後人們越來越少在聖地舉行神事儀式，使國家魔力減少；聖地的用途只剩下為各地孩子提供教育及取得思達普，後來聖地被改稱為「貴族院」。
蓋傑茲凱特
君騰，規定了領主一族除了結婚外，不能轉籍至中央。
歐伊薩瓦爾
君騰，從三位下任君騰候補中選擇懷爾埃因德當下任君騰。
懷爾埃因德
君騰，被歐伊薩瓦爾國王選為下任君騰。
杜爾昆哈德
蘭翠奈維的初代國王，原君騰候補。因無法接受自己不是下任君騰的結果，便帶著自己的妻子與近侍們透過亞倫斯伯罕的國境門中的轉移陣離開了尤根施密特，之後他們連人帶船被轉移陣帶到了名爲蘭翠奈維的土地上。看到船隻突然憑空出現與瞬間建造出雪白城市的當地居民，認爲杜爾昆哈德來自神的國度而崇拜他。之後，杜爾昆哈德便以國王之姿統治蘭翠奈維。
阿妲姬莎
蘭翠奈維王族，杜爾昆哈德的孫女，幼年時在尤根施密特出生，後隨家人搬至蘭翠奈維。首位被送到貴族院離宮居住的外國公主，作為王族的生育工具。日後在離宮出生的男孩便一律稱為「阿妲姬莎之實」。
阿爾芙桑緹
君騰，其製作魔導具的能力十分優秀。雖然擁有數名孩子，但她卻極度溺愛兒子納古恩哈德。為了讓納古恩哈德能成為下任君騰，而製作了古得里斯海得魔導具。
納古恩哈德
君騰，阿爾芙桑緹的兒子。天生魔力屬性不足，但又不願透過祈禱增加魔力屬性，後來使用母親製作的古得里斯海得魔導具成為君騰。臨終前把魔導具王書傳給兒子隆多札恩，但沒有把持有者過後魔導具王書會自動傳送到地下書庫深處一事告知兒子，導致王族喪失有關王書的線索。
隆多札恩
君騰，納古恩哈德的兒子。雖然具備全屬性魔力，但不知道「梅斯緹歐若拉之書」的存在和取得方法，所以在以思達普從父王納古恩哈德繼承古得里斯海得魔導具時誤會魔導具王書就是真正的王書。
沃迪弗里德
特羅克瓦爾同父異母的二哥，前任君騰的第二王子，原為下任君騰的正統人選。雖然繼承王書（即融合前任君騰思達普的魔導具王書），但還沒繼承王位就被王兄前第一王子暗殺，魔導具王書也自動傳送到地下書庫深處。

## 諸神

### 大神
黑暗之神
光之女神的丈夫，司掌浩浩青空的最高神祇，代表夜空，貴色為「黑」，代表是「吸收」。其加護可以使用在武器上來打倒會奪取魔力的魔獸或魔木。處刑的魔法亦和黑暗之神相關。
神具為「披風」，可以借其奪取魔力為己所用，也能用於星結儀式上。
其名諱同光之女神一樣，僅有王族、領主候補生會在特殊的儀式上得知，每人所得到的名諱皆不一樣，且不得洩漏給任何人否則會遭受神罰。
黑暗之神在貴族社會借喻為丈夫。
光之女神
黑暗之神的妻子，司掌浩浩青空的最高神祇，代表太陽和月亮，貴色為「金」，代表是「約束」與「創造」。與王族、領主一族才能使用的創造、基礎魔法相關。擁有12位眷屬女神。
神具為「王冠」，歷代王者能以此作加冕宣誓之用，也能用於星結儀式上。
其名諱同黑暗之神一樣，僅有王族、領主候補生會在特殊的儀式上得知，每人所得到的名諱皆不一樣，且不得洩漏給任何人否則會遭受神罰。
光之女神在貴族社會借喻為妻子（正妻）。
水之女神 芙琉朵蕾妮
黑暗之神和光之女神的長女，分掌瀚瀚大地的五柱大神，代表季節為春天，貴色為「綠」，象徵符號為黑桃形，代表「治癒」與「變化」。以水來冲洗冰雪，為大地帶來生機。擁有12位眷屬女神。
神具為「法杖」，常用於陀龍布或其他會奪取魔力的魔獸、魔木討伐戰後的土地治療儀式，補充土地魔力，也適用於治療因長期缺乏魔力而貧脊、或開採過度的土地。
水之女神在貴族社會借喻為女性戀人，代表對方（男性）的春天（即戀情）來了。男性貴族和能影響政治地位的第二夫人訂婚及結婚時，也以水之女神為借喻。
火神 萊登薛夫特
黑暗之神和光之女神的兒子，分掌瀚瀚大地的五柱大神，代表季節為夏天，貴色為「青」，象徵符號為方塊形，代表「成長」與「戰鬥」。身穿魔力鎧甲，以火象徵促進成長。青衣神官和巫女也是為了促進成長而以青色為制服的主色。
神具為「長槍」，適用於開始迪塔前的儀式。羅潔梅茵曾借其神具「長槍」為武器，以狩獵冬之主及取得其魔石。
風之女神 舒翠莉婭
黑暗之神和光之女神的女兒，分掌瀚瀚大地的五柱大神，代表季節為秋天，貴色為「黃」，象徵符號為圓形，代表「守護」、「傳達」。擁有12位眷屬女神。
以風象徵着扺禦寒冬，身穿魔力鎧甲，以盾守护着自己的妹妹土之女神，不被生命之神所侵犯。同時，也收留了外甥女睿智女神為其眷屬，保護她不被生命之神所封印。
神具為圓形的「盾牌」，常用於在戰鬥中變化出盾牌作守護，也能用作選別之門，驅逐惡意之人。一般騎士為方便團體列陣，會變化出方形的盾牌使用。奧多南茲也是與其相關的傳訊魔法。
土之女神 蓋朵莉希
黑暗之神和光之女神的么女，生命之神的妻子，睿智女神的母親，分掌瀚瀚大地的五柱大神，代表季節為冬天，貴色為「紅」，象徵符號為倒三角形，代表是「豐饒」與「多產」、「寬容」與「忍耐」。
由於丈夫生命之神的獨佔慾驅逐所有她名下的眷属，所以她是唯一沒有眷屬的大神。
神具為「聖杯」，常用於與農業相關的儀式中，先在冬季的奉獻儀式上於神殿收集魔力，再在春季的祈禱儀式上以魔力灌溉農地養分。分為大聖杯和小聖杯，前者用於領主直屬的管轄地，後者用於基貝管轄地。小聖杯也可用作提早呼喚春天的儀式上。
土屬性魔法是唯一能包容任何屬性魔法的屬性。冬季出生的孩子也傾向以她作為守護神，特別是冬季出生的貴族會佩戴以紅色魔石來製作的魔导具戒指。
土之女神在貴族社會借喻為妻子、至愛的女性戀人或最重要的地位/寶物/故鄉，也會借此暗示自己不會再娶他人為妻妾。
生命之神 埃維里貝
土之女神的丈夫，睿智女神的父親，分掌瀚瀚大地的五柱大神，代表季節為冬天，貴色為「白」，代表是「死亡」、「再生」和「不屈」。
對妻子的獨佔慾十分強，以冰雪封印着土之女神及他们的孩子們，只有睿智女神是唯一逃離被封印、擁有神力的孩子。此舉令他被土之女神的兄姊們排斥，因此呼喚最高神與五柱大神的全屬性祝福難度相當地高，幾乎沒有成功的案例。在不加入土之女神祝福的情況下，甚至會消除其他神祇的祝福。一般神殿儀式和貴族普遍使用的魔法皆甚少擁有以生命之神為對象而使用的魔法。在多種屬性的魔法陣中加入命屬性魔法時，也必須加入土屬性魔法。
神具為「劍」，在貴族的葬禮中青衣神官會使用此劍取出遺體中的魔石；而且能用作呼喚冬天的儀式上，顯現由冰雪幻化成的「冬之主」魔獸。
人們為了躲避生命之神，神殿長、古代君騰及古代王族皆身穿白色為主的服飾。洗禮儀式上的孩子也一律以白色為主，加入該季貴色為裝飾。
生命之神在貴族社會借喻為佔有慾強的丈夫。

### 眷屬神
結緣女神 黎蓓思可赫菲
光之女神的眷屬女神，神具為「（星形的）髮飾」。身穿盛裝時，負責和星之神在星結儀式上承認夫婦，為人們結下姻緣。
喜愛偷取時之女神的命運絲線作惡作劇。時之女神曾為了報復而偷偷地在她的頭髮中被混入命運絲線，對此渾然不覺的自己跟人類男性締結緣份。
治癒女神 洛古蘇梅爾
水之女神的眷屬女神，司掌治癒的女神。
生育女神 恩多林圖葛
水之女神的眷屬女神，司掌生育的女神。
雷之女神 妃亞唐蓮娜
水之女神的眷屬女神，在積雪即將徹底消融之時，降下雷電，告知春天已然降臨。
海之女神 緋亞弗蕾彌雅
水之女神的眷屬女神，神具為「法杖」，每位戴肯弗爾格的領主候補生必須從父母身上學會以思達普變化成該形態，用在進行迪塔後的儀式中，返還諸神祝福，並降低戰士的熱情。
盜婚迪塔正是源於她被火神的眷屬們追求而引起的戰爭。
萌芽女神 布璐安法
水之女神的眷屬女神，司掌春季草木新芽生長的女神。
在貴族的小說中，象徵男女雙方戀情的萌芽。
英勇之神 安格利夫
火神的眷屬神，其祝福能增強戰鬥時的身體能力與魔力。
培育之神 安瓦庫斯
火神的眷屬神，守護成長中的孩子，並賜予成長力量的神祇。受爺爺大人所託幫助身體長不大的羅潔梅茵成長為符合其年齡的身姿。
睿智女神 梅斯緹歐若拉（聲：井口裕香）
風之女神的眷屬女神，擁有如圖書館般的知識空間，其神像僅設立在貴族院及王族的圖書館裏，神殿圖書室的牆壁上則設有其雕塑。
生命之神與土之女神的女兒，也是唯一能逃離父親的封印、擁有神力的孩子。原本其擁有白色髮色和紅色瞳色，但在成為風之女神的眷屬前，其外祖父母黑暗之神與光之女神分別賦予她夜空般藏青色髮色和明月般的黃金瞳色，使她能改變外貌，逃離父親生命之神的追蹤。
十分重視曾拯救過她和母親、放棄神祇力量和職責的艾爾維洛米。
由於得到諸神的允許所以能使用各種神具。
神具「梅斯緹歐若拉之書」，尤根施密特最古老的聖典，也是國家的王權象徵，書中內容包含所有神話故事、魔法陣、魔法和神殿的知識。所有魔力量達至君騰、奧伯及君騰候補級別的思達普持有者去世時，遺體中魔力凝結而成的魔石便會將生前的記憶傳送至「梅斯緹歐若拉之書」中，新增知識和歷史。君騰處理公務時會使用「梅斯緹歐若拉之書」，如重劃領界線（領地基礎魔法的合併、分割、設立和廢止）、創造神殿（包括聖典、聖典的鑰匙和神具）、使用國境門（包括供給魔力、開關國境門等）等。
在第5部中兩度降臨附身到羅潔梅茵身上，制止斐迪南和艾爾維洛米的紛爭，並要求人類盡快選出君騰，填補尤根施密特的基礎。儘管討厭斐迪南的無禮舉動，但在艾格蘭提娜的幫忙勸說下，同意按人類社會的規則先讓艾格蘭提娜擔任君騰，並逐漸復興古代選舉君騰的制度。

時之女神 德蕾梵庫亞
風之女神的眷屬女神，司掌時間者，負責紡織人類的命運絲線。
在外傳兩度降臨附身到漢娜羅蕾身上，以呼喚羅潔梅茵穿越至過去解決斐迪南的危機，也能與外界溝通。

### 原神衹
艾爾維洛米（聲：小西克幸）
又被稱為「爺爺大人」，原為生命之神的眷屬，前任結緣之神。認為土之女神的遭遇是自己為生命之神和土之女神結下姻緣的錯誤。
在拯救睿智女神後，便把結緣之神的力量交給黎蓓思可赫菲，並降臨在創始之庭，化為白色大樹，負責指引貴族們取得思達普。同時也擔任君騰和眾神之間的溝通橋樑。
在擁有大神全屬性思達普的君騰候補通過巡迴祠堂、完成召喚他的魔法陣，以及奉獻魔力給貴族院圖書館神像手上的書後，即能在金色蘇彌魯的引領下，見到重新化為人形的他，求取「梅斯緹歐若拉之書」。
以魔力顏色識別人類，所以起初把魔力顏色相似的羅潔梅茵和斐迪南兩人認錯。
由於國家發生大量死亡的事件（政變）且沒有王書的人成為了君騰，使國家陷入嚴重魔力不足，整個國土快要崩毀的嚴重危機，因而命令羅潔梅茵和斐迪南兩人互相殘殺，使幸存的人取得完整知識的「梅斯緹歐若拉之書」成為新任君騰，但兩人決定違反神命。因此允許蘭翠奈維的國王傑瓦吉歐求取「梅斯緹歐若拉之書」成為新任君騰的願望，但無奈在羅潔梅茵和斐迪南阻礙下，傑瓦吉歐失去思達普而喪失資格。

## 影響
在寶島社的年度輕小說指南書《這本輕小說真厲害！》裡，梅茵於女性角色類別中2018年排名第二、2019年排名第五、2021年排名第三、2022年排名第五和2023年排名第四，斐迪南在男性角色類別中2021年排名第二、2022年排名第四和2023年排名第五。

## 註解
1. ↑  後來解明為身蝕。在取得「梅斯緹歐若拉之書」後，得知自身體質為「埃維里貝印記之子」。
2. ↑  成為新領地亞歷山卓的領主後正式改名。
3. ↑  所有貴族子弟不論在哪個季節出生，都會在貴族院畢業儀式時（冬末）舉行成年儀式，所以實際上羅潔梅茵的真實年齡為15歲成年。
4. ↑  羅潔梅茵與斐迪南在就任領主職位前在艾倫菲斯特和亞歷山卓的貴族們見證下訂婚，後來兩人暗訪平民家人時也以平民的方式訂下婚約。
5. ↑  神殿長在WEB版中，並未記載其本名。
6. ↑  為使用窺視記憶魔導具查探梅茵的記憶，斐迪南以藥水為她的魔力染色。但梅茵實際上為罕有的身蝕——「埃維里貝印記之子」，所以她的魔力被斐迪南的魔力永久染色，兩人都對此事毫不知情。
7. ↑  約翰內斯·古騰堡
8. ↑  WEB版名字為シッカーク

### 廣播劇CD
1. 1 2 3 4 5 6 7 8 9 10 11 12 13 14 15 16 17 18  . TOブックス.   [2022-03-05]. （原始内容存档于2019-12-13） （日语）.
2. 1 2 3 4 5 6 7 8 9 10 11 12 13 14 15 16 17 18 19 20 21 22 23 24 25 26 27 28  . TOブックス.   [2022-03-05]. （原始内容存档于2019-12-13） （日语）.
3. 1 2 3 4 5 6 7 8 9 10 11 12 13 14 15 16 17 18 19 20 21 22  . TOブックス.   [2022-03-05]. （原始内容存档于2020-01-21） （日语）.
4. 1 2 3 4 5 6 7 8 9 10 11 12 13 14 15 16 17 18 19 20 21 22 23 24  . TOブックス.   [2022-03-05]. （原始内容存档于2019-12-13） （日语）.
5. 1 2 3 4 5 6 7 8 9 10 11 12 13 14 15 16 17 18 19 20 21 22 23 24 25 26 27 28 29 30 31 32 33 34  . TOブックス.   [2022-03-05]. （原始内容存档于2020-06-30） （日语）.
6. 1 2 3 4 5 6 7 8 9 10 11 12 13 14 15 16 17 18 19 20 21 22 23 24 25 26 27 28 29 30 31  . TOブックス.   [2022-03-05]. （原始内容存档于2021-05-20） （日语）.
7. 1 2 3 4 5 6 7 8 9 10 11 12 13 14 15 16 17 18 19 20 21 22 23 24 25 26 27 28 29 30 31 32 33 34 35  . TOブックス.   [2022-04-07]. （原始内容存档于2022-05-08） （日语）.
8. 1 2 3 4 5 6 7 8 9 10 11 12 13 14 15 16 17 18 19 20 21 22 23 24 25 26 27 28 29 30 31 32 33 34 35 36 37 38  . TOブックス.   [2022-08-10]. （原始内容存档于2022-06-07） （日语）.
9. 1 2 3 4 5 6 7 8 9 10 11 12 13 14 15 16 17 18 19 20 21 22 23 24 25 26 27 28 29 30 31 32 33 34 35 36 37 38  . TOブックス.   [2023-04-28]. （原始内容存档于2023-03-31） （日语）.
10. 1 2 3 4 5 6 7 8 9 10 11 12 13 14 15 16 17 18 19 20 21 22 23 24 25 26 27 28 29 30 31 32 33 34 35 36 37 38 39 40 41 42 43 44 45 46 47 48 49 50 51 52 53 54 55 56 57 58  . TOブックス.   [2023-12-06]. （原始内容存档于2023-09-25） （日语）.

### 書籍
- 香月美夜. . 許金玉翻譯. 皇冠文化. 2017-08-07  [2022-03-15]. ISBN 978-957-333-319-7. （原始内容存档于2021-07-11）.
- 香月美夜. . 許金玉翻譯. 皇冠文化. 2017-09-04  [2022-03-15]. ISBN 978-957-333-328-9. （原始内容存档于2021-07-11）.
- 香月美夜. . 許金玉翻譯. 皇冠文化. 2017-10-06  [2022-03-15]. ISBN 978-957-333-338-8. （原始内容存档于2021-07-11）.
- 香月美夜. . 許金玉翻譯. 皇冠文化. 2018-01-08  [2022-03-15]. ISBN 978-957-333-360-9. （原始内容存档于2021-07-11）.
- 香月美夜. . 許金玉翻譯. 皇冠文化. 2018-03-12  [2022-03-15]. ISBN 978-957-333-367-8. （原始内容存档于2021-07-11）.
- 香月美夜. . 許金玉翻譯. 皇冠文化. 2018-05-14  [2022-03-15]. ISBN 978-957-333-373-9. （原始内容存档于2021-07-11）.
- 香月美夜. . 許金玉翻譯. 皇冠文化. 2018-07-16  [2022-03-15]. ISBN 978-957-333-386-9. （原始内容存档于2021-07-11）.
- 香月美夜. . 許金玉翻譯. 皇冠文化. 2018-10-15  [2022-03-15]. ISBN 978-957-333-403-3. （原始内容存档于2021-07-11）.
- 香月美夜. . 許金玉翻譯. 皇冠文化. 2018-12-10  [2022-03-15]. ISBN 978-957-333-408-8. （原始内容存档于2021-07-11）.
- 香月美夜. . 許金玉翻譯. 皇冠文化. 2019-01-28  [2022-03-15]. ISBN 978-957-333-426-2. （原始内容存档于2021-07-11）.
- 香月美夜. . 許金玉翻譯. 皇冠文化. 2019-05-13  [2022-03-15]. ISBN 978-957-333-444-6. （原始内容存档于2021-07-11）.
- 香月美夜. . 許金玉翻譯. 皇冠文化. 2019-07-15  [2022-03-15]. ISBN 978-957-333-460-6. （原始内容存档于2021-07-11）.
- 香月美夜. . 許金玉翻譯. 皇冠文化. 2019-10-14  [2022-03-15]. ISBN 978-957-333-484-2. （原始内容存档于2021-07-11）.
- 香月美夜. . 許金玉翻譯. 皇冠文化. 2019-12-09  [2022-03-15]. ISBN 978-957-333-496-5. （原始内容存档于2021-07-11）.
- 香月美夜. . 許金玉翻譯. 皇冠文化. 2020-03-09  [2022-03-15]. ISBN 978-957-333-515-3. （原始内容存档于2021-07-11）.
- 香月美夜. . 許金玉翻譯. 皇冠文化. 2020-06-08  [2022-03-15]. ISBN 978-957-333-545-0. （原始内容存档于2021-07-11）.
- 香月美夜. . 許金玉翻譯. 皇冠文化. 2020-08-17  [2022-06-15]. ISBN 978-957-333-571-9. （原始内容存档于2021-07-11）.
- 香月美夜. . 許金玉翻譯. 皇冠文化. 2020-10-12  [2022-03-15]. ISBN 978-957-333-607-5. （原始内容存档于2021-07-10）.
- 香月美夜. . 許金玉翻譯. 皇冠文化. 2021-01-11  [2022-03-15]. ISBN 978-957-333-648-8. （原始内容存档于2021-07-11）.
- 香月美夜. . 許金玉翻譯. 皇冠文化. 2021-04-12  [2022-03-15]. ISBN 978-957-333-699-0. （原始内容存档于2021-07-11）.
- 香月美夜. . 許金玉翻譯. 皇冠文化. 2021-06-15  [2022-03-15]. ISBN 978-957-333-739-3. （原始内容存档于2021-07-11）.
- 香月美夜. . 許金玉翻譯. 皇冠文化. 2021-08-16  [2022-03-15]. ISBN 978-957-333-765-2. （原始内容存档于2021-09-06）.
- 香月美夜. . 許金玉翻譯. 皇冠文化. 2021-10-04  [2022-05-27]. ISBN 978-957-333-797-3. （原始内容存档于2022-05-31）.
- 香月美夜. . 許金玉翻譯. 皇冠文化. 2022-01-10  [2022-03-15]. ISBN 978-957-333-837-6. （原始内容存档于2022-06-01）.
- 香月美夜. . 許金玉翻譯. 皇冠文化. 2022-03-14  [2022-03-15]. ISBN 978-957-333-852-9. （原始内容存档于2022-04-08）.
- 香月美夜. . 許金玉翻譯. 皇冠文化. 2022-06-13  [2022-11-05]. ISBN 978-957-333-887-1. （原始内容存档于2022-08-12）.
- 香月美夜. . 許金玉翻譯. 皇冠文化. 2022-08-08  [2022-11-05]. ISBN 978-957-333-919-9. （原始内容存档于2022-08-12）.
- 香月美夜. . 許金玉翻譯. 皇冠文化. 2022-10-31  [2022-11-05]. ISBN 978-957-333-951-9. （原始内容存档于2023-03-22）.
- 香月美夜. . 許金玉翻譯. 皇冠文化. 2023-02-13  [2023-03-22]. ISBN 978-957-333-984-7. （原始内容存档于2023-03-22）.
- 香月美夜. . 許金玉翻譯. 皇冠文化. 2023-05-05  [2023-05-11]. ISBN 978-957-334-012-6. （原始内容存档于2023-05-13）.

## 外部連結
- （日語）
- https://www8.atwiki.jp/booklove/ （页面存档备份，存于）（日語）